# Kościoły i inne związki wyznaniowe w Polsce
Kościoły i inne związki wyznaniowe w Polsce – wspólnoty religijne istniejące na terenie Rzeczypospolitej Polskiej. Na początku XXI wieku działają one na mocy przepisów Konstytucji RP o wolności sumienia i religii (m.in. art. 25 i 53) oraz ustawy o gwarancjach wolności sumienia i wyznania z 17 maja 1989 roku.

## Sytuacja przed 1989 r.
Po odzyskaniu przez Polskę niepodległości w II Rzeczypospolitej siedem wyznań zostało uznanych prawnie. Były to:
1. Kościół katolicki – Konkordat między Stolicą Apostolską i Rzecząpospolitą Polską
2. Żydowski Związek Wyznaniowy – rozporządzenie Ministra WRiOP z dnia 5 kwietnia 1928 roku[2].
3. Wschodni Kościół Staroobrzędowy – uznany rozporządzeniem Prezydenta z dnia 22 marca 1928 roku[3].
4. Muzułmański Związek Religijny – ustawa z dnia 21 kwietnia 1936 roku[3]
5. Karaimski Związek Religijny – ustawa z dnia 21 kwietnia 1936 roku[3]
6. Kościół Ewangelicko-Augsburski – działał na podstawie dekretu Prezydenta z dnia 25 listopada 1936 roku[4].
7. Polski Autokefaliczny Kościół Prawosławny – podstawą prawną był dekret Prezydenta RP z dnia 18 listopada 1938 roku[5].

Przed II wojną światową, podczas spisu ludności w roku 1931 w RP największe grupy wyznaniowe stanowili wyznawcy 5 wyznań: katolicy obrządku łacińskiego (64,8%), prawosławni (11,8%), grekokatolicy (10,4%), wyznawcy judaizmu (9,8%) i protestanci (2,6%) – łącznie ponad 99% ludności. Zmiany, jakie zaszły po II wojnie światowej spowodowały, że Polska stała się państwem w znacznej mierze jednorodnym pod względem wyznaniowym, w którym od 86,7 do 95,5% ludności stanowią katolicy (udział procentowy jest zależny od przyjętych metod badawczych). Wpływ na ten stan miało kilka wydarzeń historycznych: utrata Kresów Wschodnich zamieszkanych w znacznej mierze przez ludność prawosławną, ucieczki i wysiedlenia protestantów z Ziem Zachodnich i Północnych, wymordowanie przez Niemców prawie całej ludności żydowskiej wyznającej judaizm, emigracja do Niemiec dalszych grup ludności głównie protestanckiej z Ziem Zachodnich i Północnych w wyniku represji państwowych oraz emigracja po marcu 1968 roku ocalałej podczas II wojny światowej ludności żydowskiej.
Wkrótce po II wojnie światowej zarejestrowano 4 związki wyznaniowe:
1. Kościół Metodystów – 5 września 1945
2. Polski Kościół Katolicko-Narodowy – 1 lutego 1946
3. Unia Zborów Adwentystów Dnia Siódmego – 26 kwietnia 1946
4. Polski Kościół Ewangelicznych Chrześcijan Baptystów – 5 maja 1946.

Rejestracja tych czterech wyznań była wynikiem legalnego działania wymienionych Kościołów w warunkach okupacji hitlerowskiej.
Następnie zarejestrowano:
1. Polski Kościół Starokatolicki – 5 września 1947 (zdelegalizowany w roku 1965)
2. Kościół Starokatolicki Mariawitów w RP – 5 września 1947 (potwierdzenie 31 października 1967)

Kolejne rejestracje przeprowadzano dopiero po zmianach politycznych, jakie nastąpiły w październiku 1956 roku.
Na podstawie Dekretu o stosunku państwa do Kościoła katolickiego w Rzeczypospolitej Polskiej z 9 lutego 1953 zastąpionego dekretem z 31 grudnia 1956 określono warunki obsadzania stanowisk duchownych. Zgodnie z art. 9 ustawy przepisy tego dekretu zastosowano również do innych Kościołów i związków wyznaniowych. W rezultacie rejestracja wyznania oznaczała poddanie się związków wyznaniowych nadzorowi władz, co skutkowało uzależnieniem składanych nominacji obsadzania stanowisk duchownych od zgody organów państwowych, a także zgodę na akceptowanie składania ślubowania przez duchownych na wierność ateistycznej władzy przed objęciem stanowiska. Od 1953 roku duchowni zarejestrowanych związków wyznaniowych składali ślubowanie o treści: „Ślubuję uroczyście dochować wierności Polskiej Rzeczypospolitej Ludowej, przestrzegać jej porządku prawnego i nie przedsiębrać niczego, co mogłoby zagrażać dobru Polskiej Rzeczypospolitej Ludowej”.
W 1987 roku w Polsce Ludowej działało 36 zarejestrowanych związków wyznaniowych o zasięgu ogólnokrajowym oraz 4 o zasięgu lokalnym. Jedynym niezarejestrowanym związkiem o zasięgu ogólnokrajowym byli Świadkowie Jehowy.

## Rejestracja związków wyznaniowych od roku 1989
Na podstawie art. 37 ustawy z dnia 17 maja 1989 roku o gwarancjach wolności sumienia i wyznania prawną rejestracją związków wyznaniowych na terenie RP zajmuje się minister właściwy do spraw wyznań religijnych (obecnie Ministerstwo Spraw Wewnętrznych i Administracji), prowadzący rejestr kościołów i innych związków wyznaniowych oraz wykaz Kościołów i innych związków wyznaniowych działających na podstawie odrębnych ustaw. Wspomniana rejestracja nie jest jednak konieczna, jeśli chodzi o swobodę odbywania praktyk religijnych. Obowiązujące prawo każdemu bowiem zapewnia wolność wyznania, głoszenia i sprawowania kultu religijnego (bez różnicy, czy wyznanie jest formalnie zarejestrowane, czy też nie).
Z chwilą wpisu do rejestru kościół lub inny związek wyznaniowy uzyskuje jednak, jako całość, osobowość prawną oraz korzysta ze wszystkich uprawnień i podlega obowiązkom określonym w ustawach.
Prawo do złożenia wniosku o wpis do rejestru przysługuje 100 obywatelom polskim posiadającym pełną zdolność do czynności prawnych, którzy składają listę zawierającą ich notarialnie poświadczone podpisy. Wniosek powinien zawierać m.in. statut związku wyznaniowego.

## Wspólnoty religijne w Polsce po 1997 r.
W Polsce 15 Kościołów i innych związków wyznaniowych działa na podstawie odrębnych ustaw. Są to: Kościół katolicki, Polski Autokefaliczny Kościół Prawosławny, Kościół Ewangelicko-Augsburski w Rzeczypospolitej Polskiej, Kościół Ewangelicko-Reformowany w Rzeczypospolitej Polskiej, Kościół Ewangelicko-Metodystyczny w Rzeczypospolitej Polskiej, Kościół Polskokatolicki w Rzeczypospolitej Polskiej, Kościół Adwentystów Dnia Siódmego w Rzeczypospolitej Polskiej, Kościół Chrześcijan Baptystów w Rzeczypospolitej Polskiej, Kościół Starokatolicki Mariawitów w Rzeczypospolitej Polskiej, Kościół Katolicki Mariawitów w Rzeczypospolitej Polskiej, Kościół Zielonoświątkowy w Rzeczypospolitej Polskiej, Związek Gmin Wyznaniowych Żydowskich w Rzeczypospolitej Polskiej, Wschodni Kościół Staroobrzędowy, Muzułmański Związek Religijny w Rzeczypospolitej Polskiej oraz Karaimski Związek Religijny w Rzeczypospolitej Polskiej.
Na koniec 2018 roku baza Głównego Urzędu Statystycznego obejmowała dane dotyczące 203 kościołów i wyznań. Wykaz Kościołów i innych związków wyznaniowych działających na podstawie odrębnych ustaw lub wpisanych do rejestru MSWiA:

### Kościoły i inne związki wyznaniowe liczące co najmniej 10 000 wiernych
| Nazwa                                                                 | Zwierzchnik                                                                          | Liczba wiernych                                                                     | Opis | Zdjęcie                                                                         |
| --------------------------------------------------------------------- | ------------------------------------------------------------------------------------ | ----------------------------------------------------------------------------------- | --- | ------------------------------------------------------------------------------- |
| Kościół Katolicki w RP obrządek łaciński (rzymskokatolicki, łaciński) | Przewodniczący Konferencji Episkopatu Polski: abp Tadeusz Wojda, metropolita gdański | 27 121 331 wg SP2021) 32 190 661 ochrzczonych (2021) (wg deklaracji KRK 2021)       | Część Kościoła katolickiego, opierająca liturgię na obrządku łacińskim i liturgiach bliskich oraz pochodnych. Głową Kościoła jest papież, Biskup Kościoła Rzymskiego, który posiada najwyższą, pełną, bezpośrednią i powszechną władzę zwyczajną w kościele katolickim, którą może wykonywać zawsze w sposób nieskrępowany. Uznawany jest przez członków Kościoła rzymskokatolickiego za następcę Apostoła Piotra oraz zastępcę Chrystusa na ziemi. Najwyższym zgromadzeniem w Kościele jest Sobór powszechny wszystkich biskupów w sprawach najwyższej wagi. Przewodniczy mu papież, wszystkie uchwały soboru podlegają zatwierdzeniu przez papieża. Do tej pory według Kościoła rzymskokatolickiego odbyło się 21 soborów powszechnych. W kościele rzymskokatolickim w Polsce czołową rolę odgrywa Konferencja Episkopatu Polski, którą tworzą arcybiskupi-metropolici, biskupi ordynariusze i biskupi pomocniczy. Honorowo w Kościele katolickim w Polsce wyróżnia się spośród episkopatu godność prymasa Polski, nie ma ona jednak aktualnie znaczenia prawnego. Podstawowymi jednostkami administracyjnymi w strukturze Kościoła katolickiego są diecezje i parafie, a pomocniczymi metropolie i dekanaty. Duchowni rzymskokatoliccy żyją w celibacie, a kapłanem może być tylko mężczyzna. Kościół katolicki uznaje kult świętych, kult Maryi, kult obrazów i relikwii oraz modlitwy za zmarłych. Przyjmuje wiarę w czyściec, realną obecność Chrystusa w Eucharystii. | Rzymskokatolicka Archikatedra Wniebowzięcia Najświętszej Marii Panny w Gnieźnie |
| Polski Autokefaliczny Kościół Prawosławny                             | abp Sawa, metropolita warszawski i całej Polski                                      | 151 648 wg SP2021 503 996 wiernych (wg deklaracji PAKP 2021)                        | Prawosławie wyodrębniło się w wyniku rozłamu chrześcijaństwa na kościół wschodni i zachodni, znanego jako wielka schizma wschodnia. Kościoły prawosławne opierają się na Wschodniej Tradycji Kościoła, odrzucając doktrynę o czyśćcu i nieomylności papieża. Kościoły narodowe są autokefaliczne. Wierni Kościoła prawosławnego przyjmują Eucharystię pod postaciami chleba i wina. Diakonów i prezbiterów nie obowiązuje celibat. Kościół uznaje modlitwy za zmarłych oraz 7 sakramentów świętych i liczne sakramentalia. Polski Autokefaliczny Kościół Prawosławny to jeden z kanonicznych Kościołów prawosławnych, obejmujący swoją jurysdykcją parafie na terenie Polski. | Sobór Metropolitalny św. Marii Magdaleny w Warszawie                            |
| Świadkowie Jehowy w Polsce                                            | Komitet Oddziału                                                                     | 108 754 wg SP2021 117 312 głosicieli (2022)                                         | Związek wyznaniowy głoszący, że jedynym Wszechmocnym Bogiem-Stwórcą jest Jehowa i uznający Jezusa Chrystusa za jednorodzonego Syna Bożego. Wiosną (data „ruchoma”) obchodzą jedyne święto: Wieczerzę Pańską (Pamiątkę) w rocznicę śmierci Jezusa – według kalendarza księżycowego. Świadkowie Jehowy znani są z działalności ewangelizacyjnej i wielu swoich publikacji (w tym czasopism: „Strażnica Zwiastująca Królestwo Jehowy” oraz „Przebudźcie się!”), które nieodpłatnie rozpowszechniają. | Biuro Oddziału Świadków Jehowy w Polsce w Nadarzynie                            |
| Kościół Ewangelicko-Augsburski w RP (luterański)                      | bp Jerzy Samiec, Biskup Kościoła                                                     | 65 407 wg SP2021 60 297 wiernych (2022)                                             | Kościół Ewangelicko-Augsburski opiera swoją wiarę na czterech zasadach: jedynie Pismo, jedynie Chrystus, jedynie łaska i jedynie wiara. Zasadzie „jedynie Chrystus” podporządkowane są wszystkie inne. Wierni wierzą w jednego Boga oraz w to, że Jezus Chrystus jest jedynym pośrednikiem między Bogiem a człowiekiem, który przyjmuje zbawienie z darowanej łaski, bez własnej zasługi, poprzez wiarę w Jezusa. Uznaje niedzielę za dzień święty. Podczas nabożeństw prowadzona jest spowiedź ogólna przed Chrystusem. Kościół uznaje dwa sakramenty: Chrzest i Sakrament Ołtarza. Praktykowany jest chrzest niemowląt, a Wieczerza Pańska, udzielana jest pod dwiema postaciami chleba i wina. Głosi naukę o usprawiedliwieniu w której zaznacza, że zbawienie wynika z wiary w usprawiedliwiające dzieło Chrystusa, dokonanego na krzyżu, a nie z uczynków. Odrzucany jest kult świętych – modlić wolno się tylko do Trójjedynego Boga. | Kościół Św. Trójcy w Warszawie                                                  |
| Kościół Greckokatolicki w Polsce                                      | abp Eugeniusz Popowicz                                                               | 33 209 wg SP2021 50 000 wiernych (wg deklaracji Kościoła Greckokatolickiego w 2021) | Kościół greckokatolicki (unicki) powstał w 1596 w związku z zawarciem unii brzeskiej, na skutek której dotychczasowi wierni i duchowni prawosławni uznali zwierzchnictwo papieża, zachowując jednak część elementów tworzących ich duchowość, jak wschodnią liturgię, język staro-cerkiewno-słowiański, kalendarz juliański, czy możliwość zawierania związków małżeńskich przez duchownych. Polscy biskupi greckokatoliccy wchodzą w skład Konferencji Episkopatu Polski. | Sobór św. Jana Chrzciciela w Przemyślu                                          |
| Kościół Zielonoświątkowy                                              | bp Marek Kamiński                                                                    | 30 105 wg SP2021 26 628 wiernych (2022)                                             | Kościół uważa się za społeczność Ducha Świętego i uznaje życie chrześcijańskie jako związane z przeżywaniem jego obecności. Jedyne źródło wiary stanowi Pismo Święte. Chrzest przyjmowany jest w wieku świadomym poprzez zanurzenie, a Wieczerza Pańska odbywa się pod dwiema postaciami. Spowiedź prowadzona jest jedynie przed Bogiem. Istotną cechą pobożności zielonoświątkowej jest głośna modlitwa (indywidualna i wspólna) w czasie nabożeństw. W modlitwie mogą pojawić się glosolalia (mówienie w innym, niewyuczonym języku), a także proroctwa i poselstwa. Zielonoświątkowcy nie uznają nieomylności papieża oraz kultu Marii oraz świętych. | Kościół Zielonoświątkowy przy ul. Miłej we Wrocławiu                            |
| Kościół Starokatolicki Mariawitów w RP                                | bp Maria Jan Opala                                                                   | 12 248 wg SP2021 22 691 wiernych (2020)                                             | Mariawityzm wyodrębnił się z polskiego Kościoła rzymskokatolickiego w 1906 roku. Powodem secesji było niezaakceptowanie przez hierarchię polską i papieża w Rzymie działalności Zgromadzenia Kapłanów Mariawitów, które powstało na skutek objawienia Dzieła Wielkiego Miłosierdzia, jakie otrzymała siostra zakonna Maria Franciszka Kozłowska 2 sierpnia 1893 roku w Płocku. Kościół opiera się na starodawnych katolickich zasadach wiary i moralności zawartych w Piśmie Świętym, dekretach siedmiu pierwszych soborów powszechnych i objawieniach św. Marii Franciszki Kozłowskiej. Głównym zadaniem mariawitów jest szerzenie czci dla Przenajświętszego Sakramentu, co się wyraża w częstym przyjmowaniu Komunii Świętej pod postaciami chleba i wina, a także na odprawianiu adoracji ubłagania. Istnieją dwie formy spowiedzi: uszna i ogólna przed Chrystusem z rozgrzeszeniem kapłana. W Kościele mariawitów istnieje dobrowolny celibat, są duchowni żonaci i celibatariusze. Mariawici jako pierwsi odprawili Mszę św. w języku polskim. Była to pasterka sprawowana w płockiej kaplicy mariawickiej w 1907 roku. Wszystkie posługi w Kościele są bezpłatne, duchowieństwu wolno jest przyjmować dobrowolne ofiary za posługi religijne, ale nie może ich żądać. Kościół Starokatolicki Mariawitów jest członkiem licznych organizacji ekumenicznych, utrzymuje przyjazne stosunki z Kościołami Unii Utrechckiej.                                               | Świątynia Miłosierdzia i Miłości w Płocku                                       |
| Kościół Polskokatolicki w RP                                          | bp Andrzej Gontarek                                                                  | 6942 wg SP2021 18 140 wiernych (2022)                                               | Nauka Kościoła Polskokatolickiego opiera się na teologii starokatolickiej, w wersji polskokatolickiej. Jest to wyznanie wyrosłe w Stanach Zjednoczonych wśród polskich emigrantów w końcu XIX wieku, utworzone przez biskupa Franciszka Hodura. Do Polski zostało przeniesione w latach 20. poprzedniego wieku. Liturgia Kościoła Polskokatolickiego w RP jest zbliżona do liturgii Kościoła rzymskokatolickiego. Duchownych polskokatolickich nie obowiązuje celibat, istnieją dwie formy spowiedzi: uszna oraz ogólna z rozgrzeszeniem kapłana. Wierni przyjmują komunię pod dwiema postaciami. | Katedra św. Ducha w Warszawie                                                   |

### Kościoły i inne związki wyznaniowe liczące od 1000 do 10 000 wiernych
| Nazwa                                                 | Zwierzchnik                                                                                        | Liczba wiernych                               | Opis | Zdjęcie                                                                                |
| ----------------------------------------------------- | -------------------------------------------------------------------------------------------------- | --------------------------------------------- | --- | -------------------------------------------------------------------------------------- |
| Kościół Adwentystów Dnia Siódmego                     | Jarosław Dzięgielewski                                                                             | 3129 wg SP2021 9734 wiernych (2022)           | Kościół Adwentystów Dnia Siódmego jest Kościołem chrześcijańskim, wywodzącym się z grona denominacji protestanckich w wyniku przebudzenia adwentowego, jakie miało miejsce w pierwszej połowie XIX wieku na terenie Ameryki Północnej. Adwentyści dnia siódmego deklarują wyznawanie zasad protestantyzmu tj. uznawanie Biblii za najwyższy autorytet religijny (zasada Sola Scriptura), głoszenie zbawienia jako daru łaski (zasada Sola Gratia) i jedynie za pośrednictwem Jezusa Chrystusa (zasada Solus Christus). Adwentyści postrzegają świat jako miejsce wielkiego boju między Bogiem a Szatanem, w który włączona jest cała ludzkość. Akceptują doktrynę trynitaryzmu, świętują biblijny szabat – sobotę, nie praktykują kultu świętych, obrazów i figur. | Dom modlitwy adwentystów dnia siódmego w Poznaniu                                      |
| Buddyjski Związek Diamentowej Drogi Linii Karma Kagyu | Michał Siwek                                                                                       | 3236 wg SP2021 8284 wiernych (2011)           | Za swoją bazę związek przyjmuje buddyjskie nauki wadżrajany (Diamentowej Drogi). Stanowi część ogólnoświatowej sieci ośrodków buddyzmu należących do linii Karma Kagyu – jednej z czterech głównych tradycji buddyzmu tybetańskiego. Akcentowana jest rola medytacji. | Stupa w Kucharach                                                                      |
| Kościół Chrystusowy w RP                              | Andrzej Bajeński                                                                                   | 2072 wg SP2021 6821 wiernych (2022)           | Wolny kościół protestancki o charakterze ewangelikalnym, wywodzący się z tradycji Kościołów Chrystusowych, która głosi powrót do wiary, życia i porządku nowotestamentowego, wierność Jezusowi i wykonywanie woli Bożej. Należy do jej umiarkowanego nurtu Christian Churches. Uznaje zasady gdzie Biblia mówi – my mówimy, gdzie Biblia milczy – my milczymy oraz w sprawach zasadniczych – jedność, w sprawach drugorzędnych – wolność, a we wszystkim – miłość. Podkreśla potrzebę osobistego nawrócenia, którego efektem jest przyjęcie chrztu wiary poprzez zanurzenie. Za najwyższy autorytet uważa Pismo Święte, a apostolski symbol wiary traktuje jako podstawowe wyznanie wiary. Kościół zorganizowany jest jako federacja autonomicznych zborów. | Siedziba władz Kościoła Chrystusowego w RP w Warszawie                                 |
| Islamskie Zgromadzenie Ahl-ul-Bayt                    | naczelny imam Polski Ryszard Ahmed Rusnak                                                          | 2209 wg SP2021 6053 członków (2022, szacunki) | Prawnie działający na terenie Polski szyicki związek wyznaniowy oparty na Ahl al-Bajt, co oznacza rodzinę proroka Mahometa. Działalność Zgromadzenia polega na pracy na rzecz społeczności muzułmańskiej, organizacji i aktywizacji jej życia religijnego, reprezentowaniu jej w kontaktach zewnętrznych i wobec organów administracji państwowej, jak również popularyzacji islamskich wartości oraz nauki proroka Mahometa i Ahl al-Bajt. |                                                                                        |
| Katolicki Kościół Narodowy w Polsce                   | Pierwszy Biskup Kościoła Adam Rosiek                                                               | 843 wg SP2021 5960 wiernych (2021)            | Kościół został założony 23 września 2012 przez duchownych Polskiego Narodowego Kościoła Katolickiego, działającego w Stanach Zjednoczonych i Kanadzie jako Polski Narodowy Katolicki Kościół w Kanadzie – Seniorat Misyjny w Polsce. 16 sierpnia 2014 przyjęta została obecna nazwa. Nauka Katolickiego Kościoła Narodowego nie odbiega od wiary i tradycji Świętego Powszechnego i Apostolskiego Kościoła tradycji zachodniej. Kościół przyjmuje wszystkie dogmaty dotyczące Trójcy Świętej, mariologiczne oraz eklezjologiczne z wyłączeniem dogmatu o nieomylności papieża, którego uznaje jako następcę apostoła Piotra. Nie obowiązuje celibat duchownych. Sprawowana jest zarówno spowiedź uszna i ogólna. Komunia jest udzielana wiernym pod dwiema postaciami. | Ołtarz kaplicy w Warszawie                                                             |
| Kościół Chrześcijan Baptystów                         | Przewodniczący Rady Kościoła: prezbiter Marek Głodek                                               | 5181 wg SP2021 5559 członków (2022)           | Cechą charakterystyczną tego Kościoła jest chrzest na wyznanie wiary poprzez zanurzenie. Wiara jest dla baptystów sprawą świadomego wyboru, stąd nikogo ich zdaniem nie wolno przymuszać do identyfikacji religijnej. | Kaplica I Zboru Chrześcijan Baptystów „Wspólnota Nowego Narodzenia” w Poznaniu         |
| Kościół Boży w Chrystusie                             | Andrzej Nędzusiak                                                                                  | 2027 wg SP2021 4908 wiernych (2022)           | Należy do charyzmatycznego nurtu chrześcijaństwa. Nie odwołuje się do żadnej tradycji denominacyjnej, a jedyną podstawę wszelkiego działania i nauczania stanowi Pismo Święte. Praktykuje chrzest poprzez całkowite zanurzenie. Akcentuje nowe narodzenie, wiążące się ze zmianą sposobu życia, którego efektem ma być życie wieczne. Uznaje Chrzest w Duchu Świętym, a także zbawienie z łaski. Wierzy w fizyczne uzdrowienie przez moc Boga dzięki modlitwie z nałożeniem rąk lub namaszczeniu. | Siedziba zboru w Elblągu                                                               |
| Kościół Ewangelicko-Metodystyczny w RP                | ks. Andrzej Malicki                                                                                | 764 wg SP2021 4197 wiernych (2022)            | Kościół wywodzi się z ruchu reformatorskiego pod przewodnictwem Johna Wesleya, który działał początkowo w strukturach Kościoła Anglii. W doktrynie i praktyce metodyzm stanowi ogniwo pośrednie między tradycyjnymi Kościołami protestanckimi (luterańskimi, kalwińskimi) a ugrupowaniami tzw. Kościołów wolnych (zwłaszcza denominacje baptystyczne, zielonoświątkowe i należące do tzw. ruchu uświęceniowego). Podstawą doktrynalną, obok Biblii stanowią pisma Johna Wesleya. | Kościół św. Krzyża w Poznaniu                                                          |
| Kościół Nowoapostolski w Polsce                       | prezbiter okręgowy Rüdiger Krause                                                                  | 322 wg SP2021 4128 wiernych (2022)            | Kościół Nowoapostolski powstał w wyniku chęci powrotu wiernych do pierwotnego chrześcijaństwa i przywrócenia urzędu apostolskiego. Wspólnota ta głosi, iż Kościół założony przez Jezusa Chrystusa i prowadzony przez apostołów był „Apostolski”. Kościół Nowoapostolski jako duchowa kontynuacja pierwotnego Kościoła pragnie być zupełnie z nim zgodny. Widzi swoje powołanie w duszpasterstwie i w zwiastowaniu Ewangelii oraz oczekuje od swoich wiernych sumiennego, z poczuciem odpowiedzialności, wywiązywania się z powierzonych i przyjętych obowiązków w życiu rodzinnym, zawodowym i społecznym. Podstawę wiary stanowią Stary i Nowy Testament. Celem wiernych jest przygotowanie się na spotkanie z Jezusem oraz udział w zbawieniu. Funkcję naczelnego duszpasterza pełni Główny Apostoł.                                                                         | Kościół Nowoapostolski w Ostródzie                                                     |
| Kościół Wolnych Chrześcijan w RP                      | Czesław Bassara                                                                                    | 1777 wg SP2021 3447 wiernych (2021)           | Wolni chrześcijanie za podstawę swojej wiary uznają 39 kanonicznych ksiąg Starego Testamentu i 27 kanonicznych ksiąg Nowego Testamentu. Za jedynego pośrednika między ludźmi a Bogiem uważany jest Jezus Chrystus. Praktykowana jest wiara w zmartwychwstanie ciała, pochwycenie wierzących i powtórne przyjście Jezusa Chrystusa na ziemię oraz ustanowienie przez Niego Tysiącletniego Królestwa. Komunia jest udzielana pod dwiema postaciami. Odrzucane są kult Marii i świętych, modlitwy za zmarłych, a także urząd kapłański - funkcję tę może sprawować każdy z braci. | Kaplica Zboru Kościoła Wolnych Chrześcijan w Lublinie                                  |
| Kościół Ewangelicko-Reformowany                       | Superintendent generalny: bp Semko Koroza; Prezes Konsystorza Kościoła: Agnieszka Komicz-Muszyńska | 1189 wg SP2021 3200 wiernych (2022)           | Kościół nawiązujący głównie do nauk Ulryka Zwingliego i Jana Kalwina. Jego zasady wiary wyrażone są w Katechizmie Heidelberskim z 1563 oraz w Konfesji sandomierskiej z 1570 roku. Formy kultu reguluje Agenda Gdańska z 1637 roku. Podstawą wiary jest Biblia, natomiast tradycja podlega stałej rewizji według zasady Ecclesia reformata et semper reformanda; odrzucona jest doktryna o nieomylności widzialnego Kościoła. Kalwinizm przyjmuje naukę o predestynacji. Praktykowany jest chrzest dzieci. | Kościół ewangelicko-reformowany w Łodzi                                                |
| Międzynarodowe Towarzystwo Świadomości Kryszny        | Przemysław Jaźwiński                                                                               | 286 wg SP2021 3040 wyznawców (2022)           | Międzynarodowe Towarzystwo Świadomości Kryszny, powszechnie znane jako ruch Hare Kryszna, to nowy ruch religijny założony przez Bhaktivedantę Swamiego w Nowym Jorku w roku 1966. | Świątynia w Czarnowie                                                                  |
| Chrześcijańska Wspólnota Zielonoświątkowa             | Prezbiter Naczelny Roman Jawdyk                                                                    | 628 wg SP2021 ok. 3000 wiernych (2021)        | Wspólnota historycznie wywodzi się z działalności radykalnych zborów wchodzących w skład Związku Chrześcijan Wiary Ewangelicznej, powstałych w latach 20. XX wieku. Za najwyższy autorytet w sprawach wiary i życia uważa Pismo Święte, które jest Słowem Bożym natchnionym przez Ducha Świętego. Akcentuje nowe narodzenie i chrzest w Duchu Świętym. Praktykuje umywanie nóg przed Wieczerzą Pańską. Prowadzi modlitwę za władzę. Rozumie życie odrodzonego chrześcijanina jako jego uczciwe postępowanie i życie bez nałogów, jak również sumienne wykonywanie obowiązków, troskę o nierozerwalność małżeństwa oraz odpowiedzialne rodzicielstwo i macierzyństwo. Jej członkowie nie odbywają służby wojskowej. Nie obchodzi świąt nie ustanowionych przez Jezusa oraz tych, których nie obchodzili apostołowie i pierwsi chrześcijanie.                                    | Dom modlitwy w Legnicy                                                                 |
| Kościół Boży w Polsce                                 | pastor główny Maciej Starczewski                                                                   | 759 wg SP2021 2867 wiernych (2022)            | Wywodzi się z grupy odnowy charyzmatycznej działającej do 1991 w ramach Kościoła katolickiego. Należy do rodziny Church of God (siedziba w Cleveland, USA), najstarszej zielonoświątkowej denominacji, założonej w 1886 r. Do 2002 Kościół działał pod nazwą Kościół Jezusa Chrystusa w Krakowie, a następnie jako Kościół Wiary. | Kościół Jezusa Chrystusa w Krakowie                                                    |
| Kościół Ewangelicznych Chrześcijan w RP               | Leon Dziadkowiec                                                                                   | 1171 wg SP2021 2748 wiernych (2022)           | Kościół Ewangelicznych Chrześcijan należy do grona wolnych kościołów protestanckich. Podstawę wiary stanowi Pismo Święte. Zasady kościoła opierają się na słowach Jezusa i apostołów zawartych w Nowym Testamencie, odwołuje się on również do pierwszych chrześcijan. Kościół nawiązuje także do idei Reformacji, która umożliwiła powrót do Pisma Świętego jako fundamentu wiary chrześcijańskiej. Zwraca się uwagę na nawrócenie, które ma być świadomą decyzją samego wierzącego. | Siedziba zboru w Toruniu                                                               |
| Rodzimy Kościół Polski                                | Ofiarnik Generalny Kazimierz Aleksander Mazur                                                      | 1029 wg SP2021 2723 wiernych (2021)           | Rodzimowierczy związek wyznaniowy, nawiązujący do etnicznych, przedchrześcijańskich wierzeń Słowian. Wiara Rodzimego Kościoła Polskiego z jednej strony opiera się na henoteizmie, a z drugiej na syntezie panteizmu (czy nawet panenteizmu) i politeizmu – czyli na przekonaniu, że o losie świata decyduje siła kosmiczna zwana Bogiem Najwyższym (przez część rodzimowierców z RKP utożsamianym z Metawszechświatem), którego poszczególnymi przejawami (kolejnymi wcieleniami) są inni, pomniejsi bogowie. | Chram Mazowiecki RKP                                                                   |
| Misja Buddyjska – Trzy Schronienia w Polsce           | Daiko Kanzen Osho (Jeremi Szczęsny-Maślankowski)                                                   | 270 wg SP2021 2560 wiernych (2008)            | Misja Buddyjska powstała w sierpniu 1992 i została formalnie zarejestrowana w 1995. Cele, jakie stawia sobie Misja, to rozpowszechnienie nauk buddyjskich różnych tradycji oraz edukacja polskich mnichów. Wspomaga tworzenie lokalnych świątyń i ośrodków świeckich w całej Polsce, zaprasza również nauczycieli z krajów buddyjskich. Praktykowane są recytacja schronień buddyjskich, modlitwy i medytacje. Członkowie misji w życiu codziennym kierują się etycznym zachowaniem i chęcią niesienia pomocy innym. Obchodzone są święta odnoszące się do narodzenia, oświecenia i odejścia Buddy. |                                                                                        |
| Związek Buddyjski Tradycji Karma Kamtzang w Polsce    | Przewodniczący Waldemar Zych                                                                       | 403 wg SP2021 2309 wiernych (2022)            | Wyznawcy praktykują buddyzm tybetański według tradycji szkoły Karma Kamtzang, znanej też pod nazwą Karma Kagyu. | Siedziba Związku Buddyjskiego Bencien Karma Kamtsang w Grabniku                        |
| Kościół Katolicki Mariawitów w RP                     | biskupka Damiana Maria Beatrycze Szulgowicz                                                        | 200 wg SP2021 1783 wiernych (2024)            | Kościół Katolicki Mariawitów jest odłamem Kościoła Starokatolickiego Mariawitów. Po śmierci św. Marii Franciszki cała władza zwierzchnia w Kościele mariawitów przeszła w ręce jej najbliższego współpracownika – arcybiskupa Jana Marii Michała Kowalskiego. W roku 1924 zniósł on celibat duchownych, a kilka lat później wprowadził kapłaństwo kobiet. Zniesiono także spowiedź uszną, posty, zwyczaj święcenia przedmiotów. Reform tych nie zaakceptowali wszyscy mariawici, toteż w roku 1935 doszło do rozłamu. Abp Kowalski ze swoimi współpracownikami wyjechał do Felicjanowa, by utworzyć tam Kościół Katolicki Mariawitów. W Kościele istnieje silny kult Mateczki Kozłowskiej i Matki Boskiej Nieustającej Pomocy, duchowieństwo składa się wyłącznie z kobiet, a w wielu placówkach nabożeństwa odprawiają kapłani ludowi.                                        | Klasztor mariawicki w Felicjanowie                                                     |
| Kościół Chrystusowy w Polsce                          | bp Piotr Czerski                                                                                   | 962 wg SP2021 1706 wiernych (2012)            | Kościół Chrystusowy w Polsce to chrześcijański kościół protestancki o charakterze ewangelicznym, należący do nurtu Kościołów Chrystusowych (tzw. campbellitów); zorganizowany kongregacjonalnie (zbory posiadają autonomię). Jako jedyną normę postępowania uważany jest Nowy Testament, chrzest dokonywany jest poprzez zanurzenie. Siedzibą władz Kościoła jest miasto Sopot. | Siedziba Kościoła Chrystusowego w Polsce w Sopocie                                     |
| Kościół Jezusa Chrystusa Świętych w Dniach Ostatnich  | Mateusz Turek                                                                                      | 267 wg SP2021 1733 wiernych (2022)            | Mormońska grupa wyznaniowa powstała w 1830 roku w Stanach Zjednoczonych. Pierwotna nazwa brzmiała Kościół Chrystusa. Założycielem i pierwszym prorokiem Kościoła był Joseph Smith Jr. Wyznawcy nazywani są potocznie mormonami (choć nazwa ta obejmuje również inne denominacje oparte na naukach Josepha Smitha). | Kaplica Kościoła Jezusa Chrystusa Świętych w Dniach Ostatnich w Warszawie              |
| Kościół Chrześcijan Wiary Ewangelicznej               | Andrzej Jeziernicki                                                                                | 688 wg SP2021 1595 wiernych (2022)            | Kościół Chrześcijan Wiary Ewangelicznej jako wspólnota o charakterze pentekostalnym podkreśla znaczenie Pisma Świętego (Starego i Nowego Testamentu) jako najważniejszego autorytetu co do wiary i życia. Członkami wspólnot stają się chrześcijanie, którzy świadomie przyjęli Jezusa jako swojego Pana i Zbawiciela, czyli przeżyli nawrócenie. Praktykuje chrzest poprzez zanurzenie i chrzest w Duchu Świętym, połączony z manifestacją jego darów. Zwraca uwagę na rolę kościoła domowego z ojcem rodziny na czele. | Budynek, w którym mieści się zbór Kościoła Chrześcijan Wiary Ewangelicznej w Cieszynie |
| Związek Gmin Wyznaniowych Żydowskich w RP             | Klara Kołodziejska; Naczelny Rabin Polski: Michael Schudrich                                       | 860 wg SP2021 1594 wiernych (2022)            | Podstawą judaizmu jest wiara w jednego Boga (osobowego, niepodzielnego, będącego bytem niematerialnym, bezcielesnym i wiecznym), będącego nie tylko stwórcą świata, także jego stałym „nadzorcą”, czy też „opiekunem”. Bóg ten zawarł z ludem Izraela wieczyste przymierze, obiecując ochronę i pomoc w zamian za podporządkowanie się nakazom Boga. Związek jest prawnym kontynuatorem działalności gmin żydowskich funkcjonujących na terytorium Polski przed II wojny światowej. Zajmuje się organizacją żydowskiego życia religijnego, nadzorem nad synagogami, domami modlitwy i cmentarzami, reguluje działanie stołówek koszernych i zakładów prowadzących ubój rytualny. Prowadzi działalność opiekuńczą i reprezentuje swoich wyznawców w kontaktach zewnętrznych, współpracując również z instytucjami międzynarodowymi.                                             | Synagoga Reicherów w Łodzi                                                             |
| Zrzeszenie Wolnych Badaczy Pisma Świętego             | Henryk Szarkowicz                                                                                  | 1003 wg SP2021 1476 wiernych (2022)           | Zrzeszenie Wolnych Badaczy Pisma Świętego powstało po podziałach w ruchu Badaczy Pisma Świętego, które nastąpiły po śmierci Charlesa T. Russella. |                                                                                        |
| Wschodni Kościół Staroobrzędowy                       | Przewodniczący Naczelnej Rady Kościoła: Janusz Jewdokimow                                          | 343 wg SP2021 1452 wiernych (2021)            | Wyznanie powstało na skutek sprzeciwu wobec reform w prawosławiu dokonanych w latach 1654–1657 przez patriarchę Nikona i cara Aleksego I Romanowa. Staroobrzędowcy zachowują całość nauczania Rosyjskiego Kościoła Prawosławnego (a w konsekwencji wszystkich kanonicznych Kościołów prawosławnych) w zakresie dogmatyki i teologii moralnej. Używane są jednak teksty liturgiczne sprzed modyfikacji obrzędów, imię Chrystusa pisane jest jako Isus, znak krzyża czyniony jest dwoma palcami, stosowany jest jedynie krzyż o ośmiu końcach, praktykuje się tylko chrzest poprzez trzykrotne zanurzenie, a procesje poruszają się w kierunku za słońcem. Obowiązuje wiele regulacji życia wyznawców oraz liczne dni postne. Staroobrzędowcom nie wolno pić alkoholu i herbaty ani palić papierosów. Mężczyźni muszą nosić brody, a kobiety zakrywają głowy podczas nabożeństw. | Molenna w Wodziłkach                                                                   |
| Świecki Ruch Misyjny „Epifania”                       | Henryk Olekszy                                                                                     | 664 wg SP2021 1370 wiernych (2022)            | Świecki Ruch Misyjny Epifania jest częścią międzynarodowego ruchu religijnego: Laymen’s Home Missionary Movement (Świecko Domowy Ruch Misjonarski). Ruch ten wywodzi się z milleryzmu, powstał w 1920 roku po podziałach w ruchu Badaczy Pisma Świętego, które nastąpiły po śmierci Charlesa T. Russella. Założycielem ruchu był Paul S.L. Johnson, który sprawował urząd opiekuna wykonawczego i dyrektora LHMM aż do swojej śmierci w roku 1950. Po nim funkcję tę pełnili: Jolly, Gohlke, Hedman, Herzig i Snyder. | Dom modlitwy w Poznaniu                                                                |
| Polski Narodowy Katolicki Kościół w RP                | bp Jerzy Rybka                                                                                     | 462 wg SP2021 1185 wiernych (2022)            | Polski Narodowy Katolicki Kościół w RP wyodrębnił się z Kościoła Polskokatolickiego w RP w 1995 roku. Założyli go wierni warszawskiej parafii polskokatolickiej Dobrego Pasterza, którzy byli krytycznie nastawieni do postępowania władz zwierzchnich Kościoła Polskokatolickiego w RP. 6 października 2006 roku PNKK w RP został wpisany do rejestru kościołów i innych związków wyznaniowych MSWiA. | Kościół Dobrego Pasterza w Warszawie (ul. Modlińska)                                   |
| Uczniowie Ducha Świętego (Kościół Panunistyczny)      | Weronika Stęporowska                                                                               | 15 wg SP2021 1018 wiernych (2011)             | Wyznanie nie posiada powiązań z innymi denominacjami i powstało na skutek proroctw mistyczki Józefy Lesickiej, zapowiadającej nastąpienie ery Ducha Świętego. Podstawowym źródłem wiary jest wyłącznie Nowy Testament, w szczególności fragmenty odnoszące się do działania Ducha Świętego oraz budowania Królestwa Chrystusowego na ziemi. Spotkania członków odbywają się w piątki, na pamiątkę śmierci Jezusa na krzyżu. Wyznawcy Ducha Świętego uznają Kościół katolicki za matkę wszystkich kościołów, a inne denominacje za ich braci. |                                                                                        |

### Kościoły i inne związki wyznaniowe liczące do 1000 wiernych
| Nazwa                                                                            | Zwierzchnik                                                                   | Liczba wiernych                           | Opis | Zdjęcie                                                                                |
| -------------------------------------------------------------------------------- | ----------------------------------------------------------------------------- | ----------------------------------------- | --- | -------------------------------------------------------------------------------------- |
| Instytut Wiedzy o Tożsamości „Misja Czaitanii”                                   | Elżbieta Dorota Serwin                                                        | 31 wg SP2021 797 wiernych (2022)          | Misja Czaitanii to nowy ruch religijny założony w 1977 roku przez Chrisa Butlera poprzez wyodrębnienie z Międzynarodowego Towarzystwa Świadomości Kryszny. Propaguje kult Kryszny i praktykowanie Bhaktijogi. W ośrodkach misji dwa razy w tygodniu prowadzone są medytacje zbiorowe. Członkom wyznania zalecane są wegetarianizm i nieprzyjmowanie używek, jak również stronienie od gier hazardowych. Prowadzone są działalności charytatywna i wydawnicza. | Budynek mieszczący siedzibę Instytutu w Lublinie                                       |
| Zachodni Zakon Sufi                                                              | Przedstawiciel Krajowy Zakonu Sufi Mariola Trzpis-Miedziewska                 | 25 wg SP2021 643 wiernych (2020)          | Organizacja związana z ruchem New Age, otwarta dla wszystkich ludzi bez względu na rasę czy wyznanie. |                                                                                        |
| Kościół katolicki obrządku ormiańskiego (ormiańskokatolicki)                     | arcybiskup Adrian Galbas SAC, metropolita warszawski                          | 188 wg SP2021 640 wiernych (2022)         | Obrządek ormiański wywodzi się z Armenii i ma dwa główne ryty – libański i lwowski, z których oba znane są w Polsce. Charakterystyczny jest język grabar (staroormiański), który zachował się tylko w modlitwach. Innymi cechami wyróżniającymi są: dominacja śpiewu (podstawą jest śpiew chóru), szaty liturgiczne księdza, wydłużony czas liturgii do 1,5 godziny oraz ustawienie kapłana „tyłem do wiernych”, czyli w kierunku wschodnim. Różnice można również zauważyć w sakramentach świętych. W obrządku łacińskim dziecko otrzymuje na początku swojego życia chrzest, a po osiągnięciu pewnej dojrzałości i wiedzy religijnej przystępuje do sakramentu bierzmowania. W obrządku ormiańskim oba te sakramenty udzielane są jednocześnie już w wieku niemowlęcym. Księża ormiańscy są obowiązani nosić brody. | Kościół ormiańskokatolicki Trójcy Świętej w Gliwicach                                  |
| Ewangeliczna Wspólnota Zielonoświątkowa                                          | Tadeusz Krzok                                                                 | 197 wg SP2021 614 wiernych (2022)         | Wspólnota powstała na początku XX wieku, kiedy to w łonie Kościoła Ewangelicko-Augsburskiego doszło do religijnego przebudzenia o charakterze zielonoświątkowym. Początki wspólnoty sięgają roku 1910, kiedy powstał zarejestrowany przez władze Austro-Węgier „Związek Stanowczych Chrześcijan”. W 1981 r. dokonano rejestracji (w Polsce) pod nazwą „Protestancka Wspólnota Regionu Bieszczadzkiego – Kościół Zielonoświątkowy”, a obecną nazwę Wspólnota nosi od 1988. Ewangeliczna Wspólnota Zielonoświątkowa swe wyznanie wiary opiera wyłącznie na treści Pisma Świętego. Kościół naucza, że zbawienie jest osiągane z łaski przez wiarę, nie zaś dzięki uczynkom. Podkreśla działanie Ducha Świętego i znaczenie nowego narodzenia. Praktykowane są chrzest wiary i powszechne kapłaństwo wszystkich wierzących. Głosi konserwatywne nauczanie w sprawach obyczajowych. | Dom modlitwy Ewangelicznej Wspólnoty Zielonoświątkowej w Woli Piotrowej                |
| Ewangeliczny Związek Braterski w RP                                              | Zwierzchnik: Ludwik Skworcz                                                   | 160 wg SP2021 540 wiernych (2022)         | Związek oddaje cześć jedynie Bogu Trójjedynemu, uznaje Biblię za jedyne źródło wiary i moralności. Wierzy w śmierć Jezusa w celu zbawienia wierzących i jego zmartwychwstanie dla ich usprawiedliwienia. Osiągnięcie zbawienia przez człowieka jest możliwe jedynie przez Bożą łaskę. Podstawą doktryny kościoła pozostaje Nauka Apostolska i listy apostołów. |                                                                                        |
| Staroprawosławna Cerkiew Staroobrzędowców                                        | Przewodniczący Rady Ogólnego Zebrania Cerkwi oraz Duchowny o. Mariusz Jefimow | 235 wg SP2021 500 wiernych (2022)         | Powstał jako odłam Wschodniego Kościoła Staroobrzędowego. Został zarejestrowany w Polsce 18 grudnia 2013 roku. | Cerkiew w Grabowych Grądach                                                            |
| Ruch Williama Branhama                                                           |                                                                               | ok. 500                                   | Działa w Polsce od końca lat 60. Opiera się na naukach Williama Branhama. Wspólnota nie zabiega o rejestrację. Ma cztery odłamy. |                                                                                        |
| Ewangeliczny Kościół Metodystyczny w Rzeczypospolitej Polskiej                   | Superintendent Krajowy Piotr Gąsiorowski                                      | 395 wg SP2021 490 wiernych (2019)         | Kościół metodystyczny zarejestrowany w Polsce 24 stycznia 2017 roku. Jest częścią Ruchu Wesleyańskiego (The Wesleyan Church). | Siedziba kościoła w Krakowie                                                           |
| Muzułmański Związek Religijny w Rzeczypospolitej Polskiej                        | mufti Tomasz Miśkiewicz                                                       | 2209 wg SP2021 469 wiernych (2022)        | Częścią struktury organizacyjnej Muzułmańskiego Związku Religijnego są tatarskie Muzułmańskie Gminy Wyznaniowe. Każda gmina ma swoją siedzibę i podległe jej określone terytorium. Organizują one życie religijne swoich członków i posiadają osobowość prawną. Związek opiera swoją wiarę na Koranie i Sunnie. Prowadzi domy modlitwy, centra islamskie, świetlice dla dzieci. Zajmuje się działalnością wydawniczą, charytatywną i nauczaniem religii. | Meczet w Kruszynianach                                                                 |
| Medytacyjne Stowarzyszenie Najwyższej Mistrzyni Czing Hai w Polsce               | Przewodniczący Łukasz Kuś                                                     | 50 wg SP2021 460 wiernych (2000)          | Nowy ruch religijny założony przez Czing Hai, mistrzynię duchową z Wietnamu. Zarejestrowany w Polsce w 1994 roku. |                                                                                        |
| Stowarzyszenie Zborów Chrześcijan w RP                                           | Oskar Schier                                                                  | 120 wg SP2021 447 wiernych (2020)         | Związek wyznaniowy powstały z połączenia w 1984 zborów działających wcześniej autonomicznie. Należy do konserwatywnego nurtu braci plymuckich, darbystów (braci zamkniętych). Praktykowane są ekskluzywizm wyznaniowy i separatyzm religijny. Każdy ze zborów jest jednostką samodzielną i nie jest uznawana jakakolwiek władza religijna. Jako jedyne źródło wiary uznawane jest Pismo Święte. W modlitwach podczas spotkań zborowych mogą brać udział tylko mężczyźni. W trakcje nabożeństw bracia zasiadają wspólnie przy stole, odczytują wybrany werset biblijny, a następnie go komentują, po czym podawana jest pieśń do odśpiewania przez cały zbór lub modlitwa dla mężczyzn. Członkowie zborów wierzą, że ich wyznanie jest żywym, widzialnym Kościołem Chrystusa na ziemi. |                                                                                        |
| Związek Ajapa Yoga                                                               | Guru Prasad Paramahansa                                                       | 57 wg SP2021 340 wiernych (2021)          | Związek wyznaniowy działający na terenie Polski, oparty na zasadzie medytacji zwanej adźapajogą i tradycji śabdabrahman, w której dźwięk jest absolutem. |                                                                                        |
| Ormiański Kościół Apostolski w RP                                                | Prezes Unan Ananyan                                                           | 361 wg SP2021 335 wiernych (2011)         | Zarejestrowany w 2006 roku. |                                                                                        |
| Wiara Baha’I w Polsce                                                            | Przewodniczący Patrick Crowley                                                | 90 wg SP2021 335 wiernych (2015)          | Bahaizm założył Mirza Hussayn Ali Nuri w roku 1863. W Polsce został zarejestrowany w roku 1992. |                                                                                        |
| Kościół „Chrystus dla wszystkich”                                                | Prezbiter Naczelny Leszek Zając                                               | 54 wg SP2021 327 wiernych (2005)          | Kościół nurtu zielonoświątkowego, założony w 1993 roku. Jego wyłączną podstawę nauczania i nieomylne źródło wiary stanowi Pismo Święte Starego i Nowego Testamentu. Należy do Aliansu Ewangelicznego. |                                                                                        |
| Liga Muzułmańska w RP                                                            | Przewodniczący Youssef Chadid                                                 | 1024 wg SP2021 326 wiernych (2021)        | Liga Muzułmańska w RP została założona 14 kwietnia 2001 i prawnie zarejestrowana 6 stycznia 2004 w celu spełnienia potrzeb religijnych muzułmanów wyznających sunnizm zamieszkujących Polskę. Źródłami wiary dla Ligi pozostają Koran, Sunny, a także stanowiska uczonych w islamie. W 2021 liczyła 326 oficjalnych członków, jednak w nabożeństwach brało udział szacunkowo około 15500 wiernych. | Ośrodek Kultury Muzułmańskiej w Warszawie                                              |
| Zachodniosłowiański Związek Wyznaniowy „Słowiańska Wiara”                        |                                                                               | 110 wg SP2021 325 wiernych (2020)         | Związek odwołujący się do przedchrześcijańskich wierzeń słowiańskich. | Obrządki ZZW „Słowiańska Wiara”                                                        |
| Związek wyznaniowy Hindu Bhavan w RP                                             | Pradhan Haresh Lalwani                                                        | 228 wg SP2021 ok. 320 wiernych (2010)     | Zarejestrowany w 2008 roku przez członków mniejszości Hinduskiej. |                                                                                        |
| Kościół Chrześcijan Dnia Sobotniego                                              | Zarząd Kościoła; Sekretarz: Marek Hoffmann                                    | 249 wg SP2021 319 wiernych (2022)         | Wyznanie zostało wyodrębnione z polskiego Kościoła Adwentystów Dnia Siódmego w 1933 jako ruch pod przewodnictwem Alfreda Kubego, nie zgadzający się z niektórymi z nauk Ellen G. White. Odrzucone zostały uznawanie jej pism za natchnione, nauka o świątyni niebiańskiej, czy wiara w rok 1844 jako początek czasu końca. Kościół traktuje przykazania Boże i wiarę Jezusową zawartą w Piśmie Świętym jako podstawę swojego wyznania, Biblia jest uznawana jako jedyne źródło wiary. Za dzień głoszenia Słowa Bożego i czas odpoczynku uważana jest sobota. Przyjmuje potrzebę nowego narodzenia, które uwieńczone jest chrztem wiary i nakładaniem rąk. Zwraca uwagę na potrzebę korzystania z darów Ducha Świętego. Wyznaje jednak antytrynitaryzm - Duch Święty traktowany jest jako moc wypływająca od Ojca i Syna Bożego. Człowiek ma zostać zbawiony jedynie dzięki łasce, wyznawany jest kondycjonalizm. Członkowie kościoła powstrzymują się od spożywania pokarmów nieczystych oraz stosowania używek, zalecane im są formy rozrywki zgodne z wymaganiami zawartymi w Piśmie Świętym. Kościół głosi konserwatywną naukę odnośnie do małżeństwa i życia rodzinnego, kobiety podczas nabożeństw i prorokowania zakrywają głowy. Jest kościołem pacyfistycznym. | Siedziba zboru w Bielsku-Białej                                                        |
| Wspólnota Chrześcijańska „Wrocław dla Jezusa”                                    | Przewodniczący Rady Kościoła Adam Piątkowski                                  | 189 wg SP2021 300 wiernych (2021)         | Wspólnota o charakterze zielonoświątkowym, została zarejestrowana w 1995. Kościół wierzy w działanie Ducha Świętego oraz obecność jego darów, takich jak prorokowanie, uzdrawianie, mówienie językami. Praktykowany jest chrzest wiary. |                                                                                        |
| Kościół Zjednoczeniowy                                                           | Reprezentant Narodowy Martha Anna Kral                                        | 55 wg SP2021 261 wiernych (1992)          | Głównym celem Kościoła jest zbudowanie Królestwa Bożego na Ziemi. Mooniści wierzą, że Jezus Chrystus nie doprowadził do końca swojej misji, gdyż nie założył Prawdziwej Rodziny, której dzieci byłyby wolne od grzechu pierworodnego. Takąż misję miał wypełnić Sun Myung Moon i jego druga małżonka, Hak Ja Han, nazywana przez wyznawców Matką Niebiańską, z którą miał dwanaścioro dzieci. |                                                                                        |
| Jednota Braci Polskich                                                           |                                                                               | 43 wg SP2021 260 wiernych (2003)          | Wyznanie zostało założone w 1945 przez ks. Karola Grycza-Śmiłowskiego, duchownego Kościoła Ewangelicko-Augsburskiego i miało stanowić odnowę działalności ruchu braci polskich. Po jego śmierci w 1959 zmieniło doktrynę podzielone na Jednotę Braci Polskich wyznającą unitarianizm oraz Zbór Panmonistyczny. W 1984 częścią Jednoty stali się dawni członkowie jednego ze zborów zielonoświątkowego, co miało wpływ na zmianę duchowości Jednoty na zielonoświątkową, przy zachowaniu niektórych elementów arianizmu, jak antytrynitaryzm. Bracia za wyłączną podstawę swej doktryny uważają Biblię i udzielają chrztu przez zanurzenie na podstawie wiary. Raz do roku obchodzą Wieczerzę Pańską. Za dzień świąteczny uznają sobotę (szabat) i przestrzegają biblijnych przepisów pokarmowych. |                                                                                        |
| Rodzima Wiara                                                                    | Stanisław Potrzebowski                                                        | 2039 wg SP2021 260 wiernych (2019)        | Związek odwołujący się do przedchrześcijańskich wierzeń słowiańskich. |                                                                                        |
| Kościół Starokatolicki w Rzeczypospolitej Polskiej                               | ks. mgr Waldemar Maj                                                          | 85 wg SP2021 257 wiernych (2019)          | Kościół Starokatolicki w Rzeczypospolitej Polskiej jest kontynuatorem Kościoła Staro-katolickiego w PRL, który powstał w wyniku rozłamu w Polskim Kościele Starokatolickim (który powstał w 1932 w wyniku rozłamu w polskiej diecezji misyjnej Polskiego Narodowego Kościoła Katolickiego) w 1965. Kościół zorganizowany jest w ustroju episkopalno-synodalnym, przyjmując naukę dogmatyczną i moralną Kościoła rzymskokatolickiego z wyjątkiem dogmatu o nieomylności papieża oraz jego uniwersalnej jurysdykcji. Duchownych starokatolickich obowiązuje dobrowolny celibat. Prowadzona jest spowiedź zarówno uszna, jak i ogólna. Kościół Starokatolicki uznaje kult świętych, Maryi, obrazów i relikwii, a także modlitwy za zmarłych. Przyjmuje wiarę w realną obecność Chrystusa w Eucharystii. |                                                                                        |
| Ośrodek Wietnamskiego Buddyzmu w Polsce                                          | Przewodniczący Hien Ha Minh                                                   | 335 wg SP2021 250 wiernych (2017)         | Zarejestrowany w Polsce 17 czerwca 2015 roku. Buduje świątynię NHAN HOA w Łazach. |                                                                                        |
| Międzynarodowa Szkoła Złotego Różokrzyża „Lectorum Rosicrucianum”                | Kierownictwo Krajowe                                                          | 62 wg SP2021 229 wiernych (2021)          | Nauka Szkoły opiera się na koncepcjach gnostycko-ezoterycznego chrześcijaństwa z elementami buddyjskimi. | Budynek mieszczący Centrum Lectorium Rosicrucianum w Krakowie                          |
| Centrum Chrześcijańskie Kanaan                                                   | Bolesław Paliwoda                                                             | 113 wg SP2021 211 wiernych (2021)         | Ewangelikalny kościół zielonoświątkowy założony we Wrocławiu w 1996 roku przez dawnych członków rzymskokatolickiego Ruchu Odnowy w Duchu Świętym. W 2021 skupiał 6 zborów. |                                                                                        |
| Stowarzyszenie Badaczy Pisma Świętego w Polsce                                   | Lech Bieleń                                                                   | 257 wg SP2021 200 wiernych (2021)         | Jeden z odłamów Badaczy Pisma Świętego powstały w Polsce w latach trzydziestych XX wieku, którego założycielem był Czesław Kasprzykowski. Obecna siedziba stowarzyszenia w Polsce znajduje się Bydgoszczy. |                                                                                        |
| Związek Postępowych Gmin Żydowskich „Beit Polska”                                | Prezes Zarządu Piotr Stasiak                                                  | 201 wg SP2021 ok. 200 wiernych (2016)     | Reformowany żydowski związek wyznaniowy. Został założony w 1999 w Warszawie i oficjalnie zarejestrowany 30 lipca 2009. Beit Polska organizuje nabożeństwa szabatowe, obchody żydowskich świąt, prowadzi naukę języka hebrajskiego i szkółkę dla dzieci, angażuje się również w inne działalności, w tym edukacyjną oraz kulturalną. Przeprowadza konwersje na judaizm. Do Beit Polska należą Beit Warszawa, Beit Trójmiasto oraz Beit Konstancin. | Synagoga Beit Warszawa                                                                 |
| Chrześcijańska Wspólnota Ewangeliczna                                            | Andrzej Cyrikas                                                               | 852 wg SP2021 200 wiernych (2018)         | Wspólnota swoją wiarę opiera wyłącznie na Piśmie Świętym i składa się z grup domowych prowadzonych przez liderów. Odrzucany jest podział wiernych na świeckich i duchownych. Zbory angażują się w działalność charytatywną. | Siedziba Chrześcijańskiej Wspólnoty Ewangelicznej w Bielsku-Białej                     |
| Wspólnota Unitarian Uniwersalistów w RP                                          | Prezydent Helmut Iwa                                                          | 29 wg SP2021 200 wiernych (2020)          | Wspólnota działa w nawiązaniu do tradycji braci polskich, przekształconej w kierunku uniwersalizmu. Nie posiada konkretnej doktryny, której mieliby przestrzegać jej członkowie. Jej podstawami są wiara w Boga oraz miłość bliźniego. Odnosi się do dziedzictw arianizmu, humanizmu i synkretyzmu religijnego. Jako źródła swojej wiary uznaje święte księgi różnych religii (takie jak Biblia czy Koran). Posiada strukturę kongregacjonalną. Prowadzona jest praca charytatywna. |                                                                                        |
| Związek Taoistów Tao Te King                                                     | Przewodniczący Związku Lada Malińakova                                        | 73 wg SP2021 200 wiernych (2021)          | Zarejestrowany w 2004 roku taoistyczny związek wyznaniowy. Wyznanie opiera się na księdze Daodejing i wierze w Dao jako źródłach istnienia wszystkich rzeczy oraz ciągłej przemiany yin i yang. |                                                                                        |
| Kościół Słowo Wiary                                                              | Przewodniczący Rady Kościoła Andrzej Stawikowski                              | 34 wg SP2021 ok. 200 wiernych (2010)      | Wspólnota powstała w wyniku uniezależnienia się grupy charyzmatycznej działającej w kościele rzymskokatolickim od macierzystego wyznania. Dla jej członków źródło wiary stanowi Pismo Święte, a zbawienie ma być osiągane przez wiarę dzięki ofierze Jezusa na krzyżu. Do 2022 kościół nosił nazwę Centrum Chrześcijańskie „Miecz Ducha” w Kaliszu. |                                                                                        |
| Kościół Ewangeliczny w RP                                                        | Przewodniczący Rady Kościoła Daniel Cichocki                                  | 421 wg SP2021 ok. 200 wiernych (2007)     | Powstał w wyniku odłączenia się od Kościoła Ewangelicznych Chrześcijan w 2003. |                                                                                        |
| Kościół Prezbiteriański                                                          | Pastor Naczelny Mi Soon Shin                                                  | 45 wg SP2021 ok. 200 wiernych (2011)      | Zarejestrowany w 2006 roku. Powstał na skutek pracy misyjnej prowadzonej przez Kościół Prezbiteriański w Korei. | Kościół Koreański w Warszawie                                                          |
| Kościół Aktywnych Chrześcijan w Rzeczypospolitej Polskiej                        | Piotr Pilch                                                                   | 198 wiernych (2021)                       | Kościół należy do ruchu zielonoświątkowego i powstał w wyniku działalności misjonarzy z Norwegii. Wierni, który przyjęli nauczanie braci norweskich, odłączyli się w 1987 od zboru Stanowczych Chrześcijan pozostającego w strukturach Zjednoczonego Kościoła Ewangelicznego, a w 1990 zarejestrowali niezależną wspólnotę pod nazwą Zbór Stanowczych Chrześcijan w RP, związaną z Kościołem Chrześcijańskim Brunstad. Kładziony jest nacisk na osobiste przeżywanie Bożej miłości i opieki, naśladownictwo Jezusa i posłuszeństwo jego słowom. W 2022 dokonano zmiany nazwy na Kościół Aktywnych Chrześcijan w RP. | Kościół w Wiśle-Malince                                                                |
| Niezależna Gmina Wyznania Mojżeszowego w Gdańsku                                 | Przewodniczący Zarządu Jakub Szadaj                                           | 158 wg SP2021 ok. 190 wiernych (2004)     | Związek wyznaniowy zarejestrowany w 2000 w wyniku odłączenia się od Związku Gmin Wyznaniowych Żydowskich, co spowodowane zostało konfliktem Związku z Przewodniczącym Gminy Wyznaniowej w Gdańsku. Niezależna Gmina Wyznania Mojżeszowego zajmuje się pielęgnowaniem żydowskiej tradycji i kultury. Prowadzi działalność edukacyjną oraz charytatywną oraz roztacza opiekę nad żydowskimi cmentarzami i zabytkami. |                                                                                        |
| Zbór Ewangeliczny „Agape” w Poznaniu                                             | Przełożony Zboru Kazimierz Krystoń;                                           | 33 wg SP2021 175 wiernych (2020)          | Zbór swoją naukę wywodzi od chrześcijaństwa apostolskiego. Jako najwyższy autorytet traktowana jest Biblia. Uznawany jest chrzest wiary. Zbór został zarejestrowany w 1991 roku. | Siedziba Zboru „Agape” w Poznaniu                                                      |
| Chrześcijański Kościół Dobra                                                     | Suweren Jacek Zakrzewski                                                      | 34 wg SP2021 ok. 170 wiernych (1997)      | Kościół został zarejestrowany w 1996. Jako podstawy swojej wiary uważa tradycję chrześcijańską, jak również własne obserwacje i odczucia. |                                                                                        |
| Kościół Chrześcijański w Duchu Prawdy i Pokoju                                   | Starszy Kapłan Antoni Adamczyk                                                | 19 wg SP2021 168 wiernych (2019)          | Początki związku wyznaniowego sięgają prowadzonych od roku 1975 spotkań modlitewnych przez byłego zakonnika zakonu bonifratrów. Kościół zarejestrowany został w roku 1991 i odwołuje się do pierwotnego chrześcijaństwa. Źródłem jego wiary jest Pismo Święte, szczególnie akcentuje się rolę Nowego Testamentu. Wyznaje antytrynitaryzm, traktując Boga Ojca jako wyższego od Jezusa. Praktykowane są chrzest wiary i chrzest w Duchu Świętym, który ma warunkować zbawienie. Każde nabożeństwo prowadzone przez kościół jest rozumiane jako powtórzenie Zesłania Ducha Świętego w Dniu Pięćdziesiątnicy. Angażuje się w działalność charytatywną. |                                                                                        |
| Karaimski Związek Religijny w RP                                                 | wakat                                                                         | 50 wg SP2021 155 wiernych (2021)          | Karaimi posługują się językiem karaimskim należącym do języków tureckich. Wyznają religię, która na przełomie VII i VIII w. wyłoniła się z judaizmu. Założycielem tego odłamu był Anan ben Dawid z Basry. Uznają oni tylko Biblię, w szczególności Pięcioksiąg Mojżeszowy, odrzucając autorytet rabinów i Talmudu. |                                                                                        |
| Kościół Unitariański                                                             | Przewodniczący Kościoła Michał Weinzieher                                     | 22 wg SP2021 150 wiernych (2021)          | Został zarejestrowany w 1997. Jest wyznaniem niedogmatycznym, odwołuje się do dziedzictw humanizmu, uniwersalizmu, radykalnego nurtu Reformacji i braci polskich. |                                                                                        |
| Związek Wyznaniowy Kwinarystów                                                   |                                                                               | 18 wg SP2021 146 wiernych (1997)          | Związek Wyznaniowy Kwinarystów istnieje od 1992 roku. Wpis w „Rejestrze kościołów i innych związków wyznaniowych” MSWiA w Polsce nastąpił dnia 20.11.1992 pod numerem 73. Podstawowa Doctrina Quinaria uznaje siłę/energię sprawczą stojącą za stworzeniem Wszechświata za Boską. Dla Kwinarystów Boskie są prawa natury, dlatego nie wolno działać wbrew nim. Świat, w tym życie, świadomość i duchowość rozwija się samoistnie, bez ingerencji „sił wyższych”, ale zgodnie z Boskimi prawami, które stopniowo odkrywamy i rozumiemy coraz lepiej poszerzając naszą wiedzę również dzięki nauce. Boskość jest zatem rozumiana przez Kwinarystów holistycznie: jako jedność praw, natury i Wszechświata. Doktryna ta odwołuje się do pięciu zasad deizmu, które u schyłku XVI w. sformułował lord Edward Herbert Cherbury. |                                                                                        |
| Mesjańskie Zbory Boże (Dnia Siódmego)                                            | Przewodniczący Emil Stekla                                                    | 50 wg SP2021 144 wiernych (2021)          | Chrześcijański związek wyznaniowy o charakterze ewangelicznym i antytrynitarnym, głoszący konieczność przestrzegania biblijnego Dekalogu, w tym przykazania o święceniu szabatu. Wywodzi się z rozłamu w Kościele Chrześcijan Dnia Sobotniego, kiedy powołany został osobny zbór w Brennej, a następnie kolejne w innych miejscowościach. Utworzyły one własny związek wyznaniowy, zarejestrowany w 1991. Każda ze wspólnot kościoła jest autonomiczną jednostką, a w denominacji stosowana jest zasada pluralizmu w wielu kwestiach religijnych. |                                                                                        |
| Kościół Chrześcijański „Słowo Wiary”                                             | Biskup Dariusz Mach                                                           | 34 wg SP2021 137 wiernych (2021)          | Kościół został założony w 1998 i zarejestrowany w 2003 roku. Za cele swojej działalności przyjmuje głoszenie Ewangelii oraz nauczanie życia chrześcijańskiego. Jedynym źródłem wiary pozostaje Pismo Święte. Uznaje, że człowiek otrzymuje zbawienie dzięki wierze w ofiarę Jezusa. Praktykowane są chrzest wiary, chrzest w Duchu Świętym i wiara w uzdrowienia. |                                                                                        |
| Gmina Wyznaniowa Starozakonnych w RP                                             |                                                                               | 60 wg SP2021 126 wiernych (2020)          | Gmina działająca w opozycji do Związku Gmin Wyznaniowych Żydowskich. Została zarejestrowana w 2003 roku. |                                                                                        |
| Buddyjska Wspólnota „Zen Kannon”                                                 | Izabela Olejnik-Kozłowska                                                     | 1263 wg SP2021 121 wiernych (2008)        | Wspólnota odwołuje się do buddyzmu japońskiego zen, opartego na Sōtō. Jest niedogmatyczny i podkreśla pracę nad sobą. Stosowane są praktyki medytacyjne zazen, których istotą jest poznanie swojej prawdziwej natury, osiągnięcie stanu buddy, jak również ango, sesje grupowe sessin, nauczanie grupowe i indywidualne pod przewodnictwem nauczyciela (teiso i dokusan). |                                                                                        |
| Związek Buddyjski Kanzeon                                                        | Mistrz Zen Andrzej Bogdan Krajewski                                           | 201 wg SP2021 120 wiernych (2021)         | Związek opiera się na nauce zen Genpo Senseia i stosowaniu drogi Buddy w praktyce życia codziennego. Prowadzone są medytacje, nauczania i pozostałe obrzędy religijne. |                                                                                        |
| Kościół Dobrej Nadziei                                                           | Biskup Naczelny Kościoła Tomasz Szczęsny-Wróblewski                           | 15 wg SP2021 120 wiernych (2022)          | Zarejestrowany w Polsce 4 czerwca 2014 roku. Celami kościoła są szerzenie Ewangelii oraz na jej podstawie czynienie ludzi uczniami Jezusa. |                                                                                        |
| Reformowany Kościół Katolicki w Polsce                                           | Biskup Kościoła Tomasz Puchalski                                              | 194 wg SP2021 118 wiernych (2021)         | Kościół starokatolicki zarejestrowany w Polsce 28 stycznia 2020 roku. Należy do Ekumenicznej Wspólnoty Katolickiej. Przyjmuje wiarę wyrażoną w chrześcijańskich wyznaniach wiary, postanowieniach pierwszych soborów powszechnych i nauczaniu Ojców Kościoła. Nawiązuje do tradycji apostolskiej. |                                                                                        |
| Kościół Katolicki w RP obrządek bizantyńsko-słowiański (neounicki)               | bp Kazimierz Gurda, biskup siedlecki                                          | 57 wg SP2021 117 wiernych (2022)          | Kościół został utworzony w latach 20. XX wieku w celu odnowienia na terenie byłego zaboru rosyjskiego działalności kościoła unickiego, co nastąpiło dzięki pozwoleniu uzyskanemu w 1923 od papieża Piusa XI. Postanowiono o utworzeniu nowego obrządku bizantyjsko-słowiańskiego, który zachowywał prawosławną liturgię i język używany w cerkwi, jednak uznawana była zwierzchność katolickiego papieża. Powstawały nowe parafie, które składały się przede wszystkim z dawnych wiernych kościoła prawosławnego. Po II wojnie światowej większość parafii kościoła znalazła się poza granicami Polski, dodatkowo wskutek wysiedleń jej wierni zostali rozproszeni na terytorium ziem zachodnich, w związku z czym do XXI wieku zachowała się jedynie jedna parafia w Kostomłotach. | Cerkiew neounicka św. Nikity Męczennika w Kostomłotach                                 |
| Światowy Uniwersytet Duchowy „Brahma Kumaris” w Polsce                           | Dyrektor Uniwersytetu Aneta Łój                                               | 19 wg SP2021 110 wiernych (2021)          | Związek wyznaniowy wywodzi się z ruchu założonego w 1937 przez Lekh Raj w Pakistanie, który przez swoich zwolenników był uważany za przeniknięty przez Śiwę. Nauka Uniwersytetu oparta jest przekonaniu, że wszyscy ludzie mają wrodzone dobro. Prowadzi kursy, medytacje, warsztaty i prelekcje. Jego kierownictwo stanowią kobiety, zgodnie z założeniem Lekha Raja, że posiadają one wyjątkowe umiejętności wychowawcze w sferze duchowej. |                                                                                        |
| Kościół Boga Żywego, Będącego Wsparciem i Podporą Prawdy, Kościół Światło Świata | Przewodniczący Rady Kościoła Rogelio Rojas Gonzales                           | 28 wg SP2021 108 wiernych (2021)          | Zarejestrowany w Polsce 31 lipca 2018 roku. |                                                                                        |
| Unia Ewangelikalna w RP                                                          |                                                                               | 7 wg SP2021 107 wiernych (2021)           | Kościół został zarejestrowany w 2004. Podstawę jego wiary stanowi Pismo Święte Starego i Nowego Testamentu. |                                                                                        |
| Wyznawcy Słońca                                                                  | Naczelny Pierwszy Łukasz Zalega                                               | 480 wg SP2021 106 wiernych (2021)         | Zarejestrowany w Polsce 14 października 2013 roku, nawiązuje do grupy Czcicieli Słońca powstałej przed II wojną światową. Wyznaje panteizm. |                                                                                        |
| Kościół Chrześcijański „Arka” w Poznaniu                                         | Pasterz Kościoła Marian Rassek                                                | 52 wg SP2021 103 wiernych (2011)          | Kościół został zarejestrowany w 1992 i należy do nurtu kościołów lokalnych. Podstawą jego wiary jest Pismo Święte Starego i Nowego Testamentu. Jego misją jest głoszenie Ewangelii mówiącej o zbawieniu w Chrystusie, troska o życie duchowe i zacieśnianie jedności pomiędzy wyznawcami chrześcijaństwa. Praktykowany jest chrzest wiary. Kościół prowadzi działalność charytatywną. |                                                                                        |
| Szkoła Zen Kwan Um w Polsce                                                      | Grzegorz Maciejewski                                                          | 240 wg SP2021 103 wiernych (2020)         | Szkoła zen, opierająca się na tradycji buddyzmu koreańskiego i nauczaniu Dae Soen Sa Nima Seung Sahna. |                                                                                        |
| Związek Buddystów Czan                                                           | Przewodniczący Paweł Rościszewski                                             | 70 wg SP2021 100 wiernych (2021)          | Zarejestrowany w 1997 roku. Zrzesza buddystów praktykujących czan (jap. zen) według nauk Mistrza Szengjena i jego ucznia Johna Crooka. |                                                                                        |
| Zakon Braci Zjednoczenia Energetycznego                                          | Wielki Brat Zakonu: Robert Mikołajek                                          | 42 wg SP2021 ok. 100 wiernych (2021)      | Związek wyznaniowy działający na terenie Polski, tylko w województwie małopolskim. Prowadzi działalność badawczo-edukacyjną w zakresie tworzenia zindywidualizowanych technik dążenia do wiedzy oraz zajmuje się konstruowaniem indywidualnego oprzyrządowania filozoficznego dla osób zajmujących się poszukiwaniem wiedzy. W początkowej fazie doktryna i dogmat Zakonu wypracowane zostały na podstawie nauk mistrzów zawartych w buddyzmie, hinduizmie, jodze i sztuce zen, a w późniejszym czasie przemodelowane zostały na bazie mistyki chrześcijańskiej i jej licznych nurtów. |                                                                                        |
| Związek hatha jogi Brama Jogi                                                    | Nauczyciel Tadeusz Grajnert                                                   | 49 wg SP2021 ok. 100 wiernych (2011)      | Zarejestrowany w 1998. Związek propaguje Hatha Jogę. |                                                                                        |
| Ormiański Kościół Apostolski Katolikosatu Eczmiadzyńskiego w RP                  | Przewodniczący Zarządu Ks. Mher Tsaturyan                                     | 135 wg SP2021 ok. 100 wiernych (2011)     | Zarejestrowany w 2010 roku. |                                                                                        |
| Konfederacja Ewangelicznych Kościołów Reformowanych w Polsce                     | Pastor Bogumił Jarmulak                                                       | ok. 100 wiernych                          | Kościół wyznaje klasyczny kalwinizm. W swoim nauczaniu odwołuje się do Jana Kalwina i Marcina Lutra. Księgami wyznaniowymi są trzy formy jedności. Teologia i sakramenty podobnie, jak w Kościele Ewangelicko-Reformowanym. Nie uznaje praktykowanego w Kościele Ewangelicko-Reformowanym wyświęcania kobiet na pastorki oraz stanowczo sprzeciwia się teologii liberalnej. Należy do konserwatywnego nurtu ewangelicznego. |                                                                                        |
| Zbór w Wodzisławiu Śląskim                                                       |                                                                               | 71 wg SP2021 95 wiernych (2021)           | Protestancka wspólnota wyznaniowa należąca do nurtu kościołów lokalnych, działająca prawnie na terenie Polski od 14 maja 1990. Jej zasady wiary wywodzą się z Biblii, a w szczególności z nauki apostolskiej. Uznawane jest powszechne kapłaństwo wszystkich wierzących, stąd nie ma podziału jego członków na duchownych i świeckich. Celami działalności zboru są szerzenie ewangelii, wspólna modlitwa, praktykowanie nauki apostołów. Stosowany jest chrzest wiary poprzez zanurzenie. Prowadzona jest działalność charytatywna, zbór utrzymuje również kontakty partnerskie z innymi wspólnotami ewangelicznymi, w szczególności będącymi również kościołami lokalnymi. |                                                                                        |
| Kościół Armia Zbawienia w RP                                                     | Zwierzchnik Joan Grace Munch                                                  | 37 wg SP2021 95 wiernych (2021)           | Kościół posiada charakter ewangelikalny, metodystyczny i uświęceniowy. Wyznaje salwacjonizm. Rozumie chrześcijaństwo jako walkę duchową, w której Bóg wymaga własnej armii. Struktura Armii Zbawienia przypomina organizację militarną z mundurami, stopniami wojskowymi oraz sztandarami. Jedynym źródłem jego wiary jest Pismo Święte. Nie są stosowane żadne rytuały religijne i sakramenty, jak chrzest i Wieczerza Pańska. Chrzest został zastąpiony przez zaprzysiężenie członka na stanowisku adherenta lub żołnierza, które poprzedza przeszkolenie. Wyznawane są wiara w Trójjedynego Boga, współistnienie boskiej i ludzkiej natury w Jezusie Chrystusie, niezbędność nawrócenia i odrodzenia w Duchu Świętym do osiągnięcia zbawienia, które jest dane człowiekowi z łaski przez wiarę, dzięki śmierci Chrystusa na krzyżu. Uznawana jest nieśmiertelność duszy, a także przekonanie o sądzie ostatecznym podczas końca świata, zmartwychwstaniu ciała oraz wiecznej szczęśliwości dla zbawionych i wiekuistym potępieniu dla nieprawych. Obowiązkiem żołnierzy Armii jest głoszenie Bożego Królestwa i praca charytatywna, zabronione im jest stosowanie używek, uczestnictwo w grach hazardowych czy korzystanie z materiałów pornograficznych. | Siedziba Korpusu Warszawa Praga-Północ                                                 |
| Kościół Chrześcijański „Jezus Żyje”                                              | Pierwszy Pastor Jerzy Przeradowski                                            | 43 wg SP2021 95 wiernych (2011)           | Zarejestrowany w 1997 roku. |                                                                                        |
| Polski Ewangeliczny Kościół Braterski                                            |                                                                               | 8 wg SP2021 94 wiernych (2005)            | Kościół powstał w 1996 i został zarejestrowany w 1997. Praktykowane jest powszechne kapłaństwo wszystkich wierzących bez ordynacji i hierarchii. Nie istnieją w nim sakramenty. Zbory kościoła są autonomiczne. Jedynym źródłem wiary i normą życia chrześcijańskiego pozostaje Biblia. |                                                                                        |
| Zbór Chrześcijański w RP                                                         | Paweł Ratz                                                                    | 448 wg SP2021 90 wiernych (2020)          | Jedynym źródłem wiary dla zboru pozostaje Pismo Święte. Jego działalność oparta jest na nauce Jezusa, która zawarta jest w biblijnych pismach apostołów. Misją zboru jest ewangelizacja i nauczanie biblijne, a także propagowanie chrześcijańskiej etyki. Prowadzi wykłady biblijne i działalność charytatywną. Praktykowany jest chrzest wodny poprzedzony wyznaniem wiary i świadectwem życia. Wieczerza Pańska jest sprawowana co tydzień pod dwiema postaciami. |                                                                                        |
| Warszawski Kościół Chrystusowy                                                   | Przewodniczący Stanisław Solanikow                                            | 28 wg SP2021 90 wiernych (2024)           | Kościół wywodzi się z tradycji Kościołów Chrystusowych. Swoją wiarę opiera jedynie na Piśmie Świętym, zakłada powrót do nauki biblijnej. Nie uznaje innych dogmatów religijnych i naukowych. Zarejestrowany w 1995 roku. Kładzie nacisk na prowadzenie przez jego członków ewangelizacji. Jest częścią Międzynarodowego Kościoła Chrystusowego (International Churches of Christ, ICOC). |                                                                                        |
| Sangha „Dogen Zenji”                                                             |                                                                               | 77 wg SP2021 85 wiernych (2021)           | Zarejestrowany w 2009 roku. Związek wywodzi się z tradycji zen i zrzesza uczniów Mistrza Kaisena. |                                                                                        |
| Kościół Chrześcijański „Wieczernik”                                              | Pastor Irena Stankiewicz                                                      | 35 wg SP2021 80 wiernych (2021)           | Kościół zielonoświątkowy, który wyodrębnił się z rzymskokatolickiego Ruchu Odnowy w Duchu Świętym i został zarejestrowany jako niezależny związek wyznaniowy w 1996. |                                                                                        |
| Związek Buddyjski „Khordong” w Polsce                                            | Przewodniczący Anna Siwecka                                                   | 101 wg SP2021 80 wiernych (2011)          | Związek wywodzący się z tradycji buddyzmu tybetańskiego – ningma. Zarejestrowany w 1994 roku. | Gompa Drophan Ling w Darnkowie                                                         |
| Związek Buddystów Zen „Bodhidharma”                                              | Sensei Sunya Kjolhede                                                         | 271 wg SP2021 77 wiernych (2021)          | Związek wyznaniowy stanowiący jeden z ośrodków polskiego buddyzmu, utworzony w 1975. Szkoła pochodzi z gałęzi buddyzmu zen. |                                                                                        |
| Chrześcijański Związek Wyznaniowy „Źródło”                                       | Przewodniczący Julian Miłogrodzki                                             | 5 wg SP2021 76 wiernych (2011)            | Zarejestrowany w 1997 roku. |                                                                                        |
| Misja „Centrum Służby Życia”                                                     | Janusz Grabiec                                                                | 33 wg SP2021 72 wiernych (2021)           | Ewangeliczna wspólnota religijna posiadająca swój jedyny zbór w Skoczowie. Misja powstała w Afryce Południowej i ma na celu zakładanie nowych zborów, wzorowanych na wspólnotach pierwszych chrześcijan opisanych w Dziejach Apostolskich. Organizacja nowych zborów prowadzona jest przez pracowników misji, a następnie zarząd nad nimi przekazywany jest ich wiernym. Każda ze wspólnot jest niezależna. Jedyne źródło wiary stanowi Pismo Święte. Misja angażuje się w działalność charytatywną. | Siedziba Misji „Centrum Służby Życia” w Skoczowie                                      |
| Chrześcijańskie Centrum „Pan jest Sztandarem” – Kościół w Tarnowie               | Pastor-Prezbiter Jan Skarbek                                                  | 13 wg SP2021 70 wiernych (2019).          | Związek wyznaniowy należący do protestantyzmu ewangelicznego. Powstał w wyniku spotkań biblijno-modlitewnych i został zarejestrowany w 1997. Wyznaje pięć zasad protestantyzmu, podstawę jego wiary stanowi Pismo Święte. Praktykowany jest chrzest wiary. Kościół prowadzi działalności edukacyjną, wydawniczą i charytatywną. Jest członkiem Aliansu Ewangelicznego. | Siedziba Kościoła w Tarnowie                                                           |
| Kościół „Chrześcijańska Wspólnota Jordan”                                        | Pastor Główny Kościoła Władysław Jan Jamróz                                   | 29 wg SP2021 70 wiernych                  | Zarejestrowany w Polsce 27 stycznia 2016 roku. Praktykowany jest chrzest wodny. Kościół angażuje się w działalność charytatywną oraz wydawniczą. |                                                                                        |
| Warszawski Kościół Międzynarodowy                                                | Przewodniczący Rowan Sally Howard                                             | 28 wg SP2021 65 wiernych (2021)           | Zarejestrowany w 2000 i ma na celu obsługę duszpasterską obcokrajowców z wielu denominacji, w związku z czym nabożeństwa mają miejsce naprzemiennie według różnych tradycji liturgicznych. |                                                                                        |
| Chrześcijański Kościół Pełnej Ewangelii „Duch i Moc”                             | Przewodnicząca Czesława Przybylska                                            | 20 wg SP2021 64 wiernych (2016)           | Powstał na terenie Polski w 1995 roku i działa jako grupa domowa. Jego członkowie mają na celu wzrastanie w dojrzałości chrześcijańskiej oraz pielęgnowanie relacji z Jezusem i bycie jego uczniami, a także głoszenie Ewangelii. |                                                                                        |
| Kościół Anglikański w Polsce                                                     | Proboszcz Parafii Warszawskiej David Brown                                    | 348 wg SP2021 54 wiernych (2021)          | Stanowi część Kościoła Anglii i jego diecezji w Europie. Został zarejestrowany w Polsce w 1996. Zasady jego wiary są zawarte w Piśmie Świętym oraz Modlitewniku Powszechnym, zaś jego doktryna została zdefiniowana w 39 artykułach. Kościół aspiruje do bycia drogą środka pomiędzy pozostałymi kościołami protestanckimi, a kościołem rzymskokatolickim. Chrzest udzielany jest zarówno dzieciom, jak i dorosłym. Potwierdzeniem wiary jest obrzęd konfirmacji, po której członek kościoła może uczestniczyć w Wieczerzy Pańskiej. Posiada jedną parafię w Warszawie, nabożeństwa anglikańskie odbywają się również regularnie w Gdańsku i Krakowie. | Kościół Niepokalanego Poczęcia Najświętszej Maryi Panny w Warszawie (Res Sacra Miser)  |
| Zbór Panmonistyczny                                                              |                                                                               | 53 wiernych (2005)                        | Wyznanie powstałe w 1921 roku. W roku 1961 przyjęło obecne formę oraz nazwę. |                                                                                        |
| „Wspólnota bez Bram” Mumon-Kai Związek Buddyjski Zen Rinzai w RP                 | Waldemar Pieńkowski                                                           | 44 wg SP2021 53 wiernych (2005)           | Związek wyznaniowy działający na terenie Polski, z kręgu buddyzmu zen. U jego podstaw leżą nauki Buddy Siakjamuniego wg tradycji zen rinzai. |                                                                                        |
| Stowarzyszenie Jedności Muzułmańskiej                                            | Naczelny Imam Mahmud Taha Żuk                                                 | 106 wg SP2021 51 członków (2021)          | Związek wyznaniowy zrzeszający polskich wyznawców szyickiej wersji islamu. Pozostaje w łączności ze współwyznawcami zamieszkującymi Iran. Swoją wiarę bazuje na Koranie, Sunnie i naukach dwunastu szyickich imamów. Prowadzi Instytut Muzułmański, będący placówką naukową. |                                                                                        |
| Zbór Ewangelicznych Chrześcijan w Duchu Apostolskim                              | Rada Starszych (5 osób)                                                       | 48 wg SP2021 50 wiernych (2013, szacunki) | Geneza zboru sięga pentekostalnego związku wyznaniowego powstałego na początku XX wieku na bazie zboru we wsi Stradecz, który rozwinął swoją działalność, zakładając kolejne wspólnoty na zachodnim terytorium Imperium Rosyjskiego. Po II wojnie światowej w granicach Polski pozostali wierni zamieszkali w północno-wschodniej części nowego terytorium kraju, należący do jednego zboru, który stał się samodzielną jednostką. Do rejestracji zboru z siedzibą w Ełku doszło w 1990 roku. Wyznaje Pentekostalizm Jedności Bóstwa. |                                                                                        |
| Centrum Chrześcijańskie „Nowa Fala”                                              | Pastor Adam Sawicki                                                           | 14 wg SP2021 50 wiernych (2010)           | Centrum związane jest z nurtem zielonoświątkowym i powstało w wyniku zarejestrowania w 1996 związku wyznaniowego przez osoby działające wcześniej w ruchach oazowym i charyzmatycznym w kościele rzymskokatolickim. Celami Centrum są prowadzenie uwielbień i ewangelizacji, pomoc młodym małżeństwom oraz rodzinom wielodzietnym i gorzej sytuowanym. |                                                                                        |
| Kościół Chrześcijański „Miejsce Odnowienia”                                      | Pastor Senior Małgorzata Lewandowska                                          | 24 wg SP2021 ok. 50 wiernych (1999)       | Społeczność związana z ruchem zielonoświątkowym, zarejestrowana w 1995. Pismo Święte uznawane jest za jedyne źródło wiary. Udzielany jest chrzest wodny w wieku świadomym w imię Jezusa, połączony z uznaniem go za Pana i zbawiciela. Kościół skupia się na rozwijaniu wśród członków osobistej więzi z Bogiem. Poza nabożeństwami, odbywają się spotkania modlitewno-biblijne w małych grupach. |                                                                                        |
| Kościół „Ekklesia” w Warszawie                                                   |                                                                               | 29 wg SP2021 ok. 50 wiernych (2004)       | Został zarejestrowany w 1997 roku. Fundamentami nauczania kościoła są Jezus Chrystus jako zbawiciel, oraz jego słowa zawarte w Piśmie Świętym, które uważane jest za natchnione i doskonałe. |                                                                                        |
| Kościół Adwentystów Dnia Siódmego Ruch Reformacyjny                              | Paweł Zając                                                                   | 38 wg SP2021 49 wiernych (2021)           | Powstał w wyniku podziału w łonie Kościoła Adwentystów Dnia Siódmego spowodowanego odmiennymi poglądami na służbę wojskową. Nowy związek wyznaniowy został utworzony przez wiernych o orientacji pacyfistycznej. Kościół kieruje się zasadą sola scriptura. Za jedynego pośrednika między człowiekiem i Bogiem uznawany jest Chrystus. Wierzy w zbawienie z łaski. Oddaje cześć jedynie Bogu w Trójcy. Odrzucany jest ewolucjonizm. Za warunek zbawienia uznawane jest nowe narodzenie. Sobota uznawana jest za dzień święty. Nie przyjmuje wiary w nieśmiertelność duszy i w męki piekielne. Ciało człowieka uznawane jest za świątynię Ducha Świętego, w związku z czym wierni odżywiają się w zdrowy sposób, stronią od używek, przestrzegają także zasad skromnego ubioru i nienoszenia biżuterii. Wierzą w bliskie powtórne przyjście Chrystusa. Nie angażują się w ruch ekumeniczny. | Dom modlitwy Kościoła Adwentystów Dnia Siódmego Ruchu Reformacyjnego w Rudzie Śląskiej |
| Stowarzyszenie Muzułmańskie Ahmadiyya                                            | Amir Hamid Karim Mahmud                                                       | 41 wg SP2021 45 wiernych (2009)           | Należy do muzułmańskiego ruchu reformatorskiego Ahmadijja. Uważa swojego założyciela Mirzę Gulama Ahmada za mesjasza. Stowarzyszenie zajmuje się również działalnością wydawniczą i organizacją wykładów. Angażuje się w pracę charytatywną. |                                                                                        |
| Wspólnota Chrześcijańska „Pojednanie”                                            |                                                                               | 24 wg SP2021 40 wiernych (2020)           | Ewangelikalna, bezdenominacyjna wspólnota powstała w 1989 na bazie rzymskokatolickiej grupy oazowej związanej z duszpasterstwem akademickim. Jej członkowie postanowili o zarejestrowaniu własnego kościoła, czego dokonano w 1991. Wspólnota działa jako kościół domowy, a jej doktryna jest powiązana z kościołami założonymi przez osoby związane z seminarium teologicznym The Master’s Seminary w Sun Valley. Uznaje Pismo Święte za najwyższy autorytet i wierzy w zbawienie dzięki zastępczej śmierci Jezusa na krzyżu. Udzielany jest chrzest wiary poprzez zanurzenie. |                                                                                        |
| Chrześcijański Kościół „Maranatha” w Wiśle                                       | Pastor Tadeusz Pilch                                                          | 14 wg SP2021 36 wiernych (2021)           | Został zarejestrowany w 1997. Jego zadaniem jest głoszenie Ewangelii o Jezusie Chrystusie, co odbywa się dzięki organizacji koncertów w szkołach, domach kultury i domach dziecka. Prowadzi także działalność charytatywną. |                                                                                        |
| Biblijny Kościół Baptystyczny                                                    | Pastor Adam Tołwiński                                                         | 1210 wg SP2021 36 wiernych (2010)         | Kościół został zarejestrowany w 1996 i jest częścią konserwatywnego nurtu baptystycznego. Odrzuca ekumenizm, liberalną teologię i ordynację kobiet na duchownych. Jest przeciwny ruchowi charyzmatycznemu, pentekostalizmowi i użyciu podczas nabożeństw nowoczesnej muzyki. Akcentuje zbawienie przez wiarę i obowiązek prowadzenia przez człowieka świętego życia. |                                                                                        |
| Kościół Pentakostalny w RP                                                       | Prezbiter Naczelny Zbigniew Rękorajski                                        | 30 wg SP2021 35 wiernych (2021)           | Zarejestrowany został w 1996 jako Zbór Ewangeliczny Horeb i funkcjonował pod tą nazwą do 2000. Za podstawę swojej wiary oraz chrześcijańskiego życia przyjmuje Pismo Święte. Celem jego działalności jest głoszenie Ewangelii. Praktykowane są obrzędy chrztu przez zanurzenie oraz Wieczerzy Pańskiej. Prowadzone są ewangelizacje uliczne oraz działalność charytatywna. |                                                                                        |
| Stowarzyszenie Chrześcijańskiej Nauki                                            | Lech Katrycz                                                                  | 2 wg SP2021 35 wiernych (1996)            | Wyznanie założone w USA w 1879 roku przez Mary Baker Eddy. |                                                                                        |
| Kościół Jezusa Chrystusa w Werbkowicach                                          | Pastor Kościoła Antero Kaczan                                                 | 5 wg SP2021 30 wiernych (2010)            | Kościół zielonoświątkowy, zarejestrowany w 1993 roku. Swoją wiarę bazuje na Piśmie Świętym Starego i Nowego Testamentu. Jego działalność opiera się na głoszeniu Ewangelii i pracy charytatywnej. Akcentowana jest potrzeba nowego narodzenia, praktykowany jest chrzest wiary w imię Boga Trójjedynego poprzez pełne zanurzenie. |                                                                                        |
| Kościół Reformowany Adwentystów Dnia Siódmego w Polsce                           | Przewodniczący Zarządu Roman Załozny                                          | 38 wg SP2021 29 wiernych (2020)           | Wyznanie powstałe na skutek rozłamu w niemieckim ruchu adwentystycznym na tle stosunku do służby wojskowej w trakcie I wojny światowej, obierając pacyfistyczne stanowisko. Przyjmuje podobną doktrynę jak inne denominacje adwentystyczne – traktuje Pismo Święte jako podstawę wiary, święci sobotę i udziela chrztu wiary dorosłym przez zanurzenie. |                                                                                        |
| Centrum Biblijne „Jezus Jest Panem”                                              |                                                                               | 149 wg SP2021 29 wiernych (2010)          | Kościół pentekostalny zarejestrowany w 1990, powstały w wyniku odłączenia się od Kościoła Bożego w Chrystusie grupy wiernych przyjmujących teologię sukcesu. Źródłami wiary pozostają nauki Jezusa oraz apostołów zawarte w Piśmie Świętym. Akcentowany jest chrzest w Duchu Świętym oraz jego dary, a także znaczenie osobistego stosunku do zaangażowania religijnego i indywidualnych potrzeb wiernych. |                                                                                        |
| Związek Wyznaniowy „Eckankar” w Polsce                                           | Prezydent Helena McKevitt                                                     | 8 wg SP2021 25 wiernych (2015)            | Opiera się na świętej księdze Shariat-Ki-Sugmad. Zarejestrowany w 1997 roku. |                                                                                        |
| Kościół w Radomiu                                                                |                                                                               | 20 wg SP2021 24 wiernych (1999)           | Kościół należy do nurtu chrześcijańskich kościołów lokalnych. Został zarejestrowany w 1994. Nawiązuje do pierwotnego kościoła apostolskiego, nie posiada hierarchii, członkowie wspólnoty są dla siebie braćmi i siostrami. |                                                                                        |
| Zbór Ewangelii Łaski                                                             | Przełożony Zboru Piotr Kotysz                                                 | 30 wg SP2021 24 wiernych (2021)           | Wspólnota zielonoświątkowa uważająca W.M. Branhama za proroka, zarejestrowana w 1993. Praktykowany jest chrzest w wieku świadomym przez zanurzenie, poprzedzony pokutą. |                                                                                        |
| Chrześcijańska Wspólnota „Jezus Panem”                                           | Pastor Wspólnoty Jerzy Tarnowski                                              | 79 wg SP2021 24 wiernych (2010)           | Wspólnota założona w Pabianicach i zarejestrowana w 1992. Jej doktryna opiera się bezpośrednio na naukach Jezusa i apostołów zawartych w Nowym Testamencie. Podkreśla niezbędność duchowego odrodzenia, chrztu przez pełne zanurzenie oraz przyjęcia miłości Boga i bliźniego za fundament życia chrześcijańskiego. Celem wspólnoty jest praca ewangelizacyjno-misyjna mająca na celu rozpowszechnianie Ewangelii i obietnicy zbawienia w Jezusie. |                                                                                        |
| Zbór Wolnych Chrześcijan w Jaworznie                                             | Przełożony Zboru Jan Brokl                                                    | 18 wg SP2021 20 wiernych (2001)           | Powstał w wyniku podziału w zborze Kościoła Wolnych Chrześcijan w Jaworznie i został zarejestrowany jako odrębny związek wyznaniowy w 1992. Jego doktryna opiera się tylko na Piśmie Świętym. Celami działalności zboru są głoszenie Ewangelii i niesienie pomocy potrzebującym. Jego członkowie czekają na powtórne przyjście Chrystusa i praktykują chrzest wiary. |                                                                                        |
| Kościół Jezusa Chrystusa Wiary Chrześcijańskiej                                  | Pastor Tomasz Konrad Jankowski                                                | 86 wg SP2021 20 wiernych (1999)           | Kościół został zarejestrowany w 1997. Podstawą jego wiary jest Biblia jako natchnione, nieomylne Słowo Boże. Praktykowane są chrzest wiary i chrzest w Duchu Świętym. Wyznawana jest wiara w uzdrowienia, zmartwychwstanie i pochwycenie wierzących, życie wieczne i wieczne potępienie. |                                                                                        |
| Związek Buddyjski „Dzogczien Kunzang Cziuling” w RP                              |                                                                               | 49 wg SP2021 20 wiernych (2021)           | Zarejestrowany w Polsce 2 sierpnia 2011 roku. Powstał na skutek nauczania mistrza Dzogczen Patrula Rinpocze. |                                                                                        |
| Chrześcijańska Wspólnota Mennonitów                                              |                                                                               | 16 wg SP2021 20 wiernych (2021)           | Kościół został zarejestrowany w 1997, działa w Mińsku Mazowieckim, gdzie posiada jeden zbór. Praktykowany jest chrzest wodny. Prowadzi szkołę języka angielskiego. |                                                                                        |
| Kościół Chrześcijan w Rybniku                                                    | Starszy Piotr Skoczylas                                                       | 23 wg SP2021 20 wiernych (2021)           | Kościół został zarejestrowany w 1998 i działa w formie zbliżonej do chrześcijaństwa pierwotnego. Uznawane są nowe narodzenie, chrzest wiary i chrzest w Duchu Świętym. |                                                                                        |
| Mesjańska Społeczność Wywołanych                                                 | Biskup Czesław Sobociński                                                     | 7 wg SP2021 19 wiernych (2018)            | Zbór skupia wiernych wierzących w Jezusa i czekających na jego powtórne przyjście. Praktykowany jest chrzest wiary. Społeczność została zarejestrowana w 1998. W 2018 jej wierni skupieni byli w jednej misji działającej w Gorzowie Wielkopolskim. |                                                                                        |
| Miejscowy Kościół w Lublinie                                                     |                                                                               | 9 wg SP2021 17 wiernych (2006)            | Kościół za swoją podstawę uważa Pismo Święte i osobę Jezusa. Uznaje tradycje zgodne z nauką biblijną. Został zarejestrowany w 1998. |                                                                                        |
| Lokalny Kościół w Kwidzynie                                                      |                                                                               | 12 wg SP2021 16 wiernych (2021)           | Zarejestrowany w 1998 roku jako Kościół Lokalny w Kwidzynie. W 2022 jego siedziba została przeniesiona do Elbląga. |                                                                                        |
| Kościół Jezusa Chrystusa w Kamiennej Górze                                       | Pasterz Roman Wnuk                                                            | brak wg SP2021 16 wiernych (1996)         | Kościół ewangeliczny powstały w 1992. Praktykuje świadomy chrzest wodny i wiarę w odkupienie w Jezusie, odrzuca kulty maryjny, świętych i obrazów. |                                                                                        |
| Kościół Jezusa Chrystusa „Syjon” w Rzeszowie                                     | Pastor Lucyna Kopacz                                                          | 11 wg SP2021 15 wiernych (2021)           | Kościół protestancki, należący do Aliansu Ewangelicznego w RP. Podstawowym źródłem wiary jest Biblia, chrzest przyjmuje się w wieku świadomym, wierni spotykają się na regularnych nabożeństwach i są zobowiązani do życia zgodnego z biblijnymi zasadami. Kościół powstał z przekształcenia istniejącej od 1991 rzeszowskiej Wspólnoty Modlitewno-Ewangelizacyjnej. 30 lipca 1997 roku wierni złożyli wniosek w Departamencie Wyznań MSWiA o rejestrację kościoła, która nastąpiła 17 listopada 1997. |                                                                                        |
| Stolica Boża i Barankowa                                                         |                                                                               | brak wg SP2021 15 wiernych (2021)         | Wyznanie o niesprecyzowanej doktrynie stanowiące rodzaj kilkunastu osobowej komuny, wspólnie prowadzącej gospodarstwo rolne. |                                                                                        |
| Zbór Ewangeliczny „Betel” w Warszawie                                            |                                                                               | 2 wg SP2021 15 wiernych (2005)            | Zbór należy do nurtu ewangelicznego. Powstał w 1993 i został zarejestrowany w 1994. Nawiązuje do chrześcijaństwa apostolskiego, a także grup wyznaniowych, które zachowały prawdy wiary zawarte w Nowym Testamencie. Zbór czepie z tradycji Reformacji oraz dziedzictw anabaptyzmu, baptyzmu, braci czeskich, mennonitów, czy waldensów. Biblia traktowana jest jako nadrzędny autorytet. Uznawane są nowe narodzenie i chrzest wiary. Działalność zboru polega na nauczaniu, głoszeniu Ewangelii wszystkim ludziom, sprawowaniu opieki duchowej nad jego członkami, dbaniu o ich rozwój duchowy oraz trosce o potrzeby materialne współwyznawców i innych potrzebujących. Utrzymywane są kontakty z innymi zborami ewangelikalnymi. |                                                                                        |
| Związek Tybetańskiego Bon „Sa Trik Er Sang”                                      | Przewodniczący Rady Michał Wolniak                                            | 36 wg SP2021 14 wiernych (2021)           | Zarejestrowany w 2010 roku, należy do tradycji Yungdrung Bon. |                                                                                        |
| The Radha Govind Society of Poland                                               |                                                                               | brak wg SP2021 14 wiernych (2021)         | Stowarzyszenie zarejestrowane w 1990 roku i do 2008 działające jako Stowarzyszenie Świadomości Duchowej Miłości. Jego siedziba i Aśrama mieszczą się w Brzegach. Radha Krishna to dla jego członków najwyższa osobowość Boga, a jego najgłębszą siłą jest Miłość Kriszny. Praktykowane są medytacja indywidualna i grupowa. |                                                                                        |
| Związek Wyznaniowy Polska Chrześcijańska Służba                                  |                                                                               | 2 wg SP2021 9 wiernych (2021)             | Zarejestrowany w 1998 roku. PChS odwołuje się do idei purytanizmu i pietyzmu, w których istotna są wiara doświadczalna i jej praktyczne rezultaty w życiu osobistym opartym na głębszym nauczaniu Pisma Świętego. |                                                                                        |
| Chrześcijańska Wspólnota Braterska                                               |                                                                               | 4 wg SP2021                               | Posiada charakter ewangeliczno-zielonoświątkowy, zarejestrowana 17 maja 2022. Jej geneza sięga grupy młodzieżowej przy zborze Zjednoczonego Kościoła Ewangelicznego przy ul. Miłej we Wrocławiu, który po rozpadzie ZKE stał się częścią Kościoła Zielonoświątkowego w RP. Grupa sprzeciwiała się nowoczesnym formom prowadzenia nabożeństw, Ruchowi Wiary czy teologii sukcesu. W 1989 jej członkowie wystąpili z Kościoła Zielonoświątkowego, a tworzona przez nich grupa domowa weszła w skład federacji zborów pięćdziesiątników (prostaków). Wobec powstałych po pewnym czasie niezgodności ideowych, relacje z federacją pięćdziesiątników zostały zerwane i w 1993 jako niezależny zbór domowy została powołana Chrześcijańska Wspólnota Braterska, od 2004 stanowiący wrocławską filię Zboru Ewangelicznego „Agape” w Poznaniu. W wyniku powstawania kolejnych wspólnot-córek ChWB w innych miastach oraz odmiennego charakteru filialnej wspólnoty od macierzystego zboru „Agape”, w 2018 podjęta została decyzja o usamodzielnieniu się, a starania w tym kierunku rozpoczęto w 2019. |                                                                                        |
| Bractwo Zakonne Himavanti                                                        | Ryszard Matuszewski                                                           | brak wg SP2021                            | Działa od lat 80. XX wieku. Ruch uznawany za sektę destruktywną. |                                                                                        |
| Zbór Ewangelicko-Baptystyczny w Katowicach                                       | Przełożony Zboru Tomasz Kalisz                                                | 28 wg SP2021                              | Zarejestrowany w 1990 roku. |                                                                                        |
| Ruch Świadomości Babadżi Herakhandi Samadż                                       | Przewodniczący Mariusz Iwanowski                                              | 30 wg SP2021                              | Związek z nurtu hinduistycznego, zarejestrowany w 1990 roku. Ruch szerzy „Odwieczną Religię” zgodnie z przekazem Baba Ji; wierni starają się koncentrować uwagę na istnieniu Boga; wśród praktyk rozwoju duchowego znajdują się joga, medytacja i psychoterapia (oparta na psychologii humanistycznej). |                                                                                        |
| Kościół Ewangelicko-Prezbiteriański w Polsce                                     | Przewodniczący Naczelnej Rady Moner Shaded                                    | 120 wg SP2021                             | Kościół reformowany, prezbiteriański, zarejestrowany w 1993 roku i działający początkowo pod nazwą Kościół Dobrego Pasterza. Należy do Aliansu Ewangelicznego. Źródło wiary stanowi dla niego Biblia jako natchnione i nieomylne Słowo Boże. Jego wiara wyrażona jest w apostolskim symbolu wiary, konfesji westminsterskiej i Małym Katechizmie Westminsterskim. | Siedziba parafii Chrystusa Zbawiciela w Krakowie                                       |
| Międzynarodowa Wspólnota Dzog-czen Namdagling                                    | Dyrektor Zarządu Tomasz Jerzy Damzyn                                          | 95 wg SP2021                              | Zarejestrowana w 1994 roku. Dzog-czen nawiązuje do przed buddyjskiej tradycji kultów szamańskich Bon oraz nauk szkoły ningma. |                                                                                        |
| Kościół Miłosiernego Boga                                                        | Zwierzchnik Edward Bogusławski                                                | 2 wg SP2021                               | Zarejestrowany w 1994 roku. |                                                                                        |
| Polski Kościół Słowiański                                                        |                                                                               | 258 wg SP2021                             | Zarejestrowany w 1995 roku. Za źródła swojej wiary przyjmuje naturę, tradycję dawnych Słowian oraz poglądy współczesne. |                                                                                        |
| Ligmincha Polska                                                                 | Przewodnicząca Justyna Przondo                                                | 99 wg SP2021 68 członków (1995)           | Zarejestrowany w 1995 i funkcjonujący początkowo pod nazwą Związek Bon, następnie Związek Khyung Dzon w Polsce, a później Związek Garuda w Polsce. Skupia osoby praktykujące starotybetańską tradycję Bön. |                                                                                        |
| Kościół Panteistyczny „Pneuma”                                                   | Prezes Janusz Nowakowski                                                      | 30 wg SP2021                              | Zarejestrowany w 1996 roku. |                                                                                        |
| Kościół Nowego Przymierza w Lublinie                                             | Pastor Paweł Chojecki                                                         | 165 wg SP2021                             | Zarejestrowany w roku 1997, powstał w wyniku rozłamu we Wspólnocie Chrześcijańskiej „Pojednanie”. Traktuje Biblię jako nieomylne źródło wiedzy chrześcijańskiej i uważa, że zbawienie pochodzi z niczym niezasłużonej łaski. Mocno angażuje się w politykę. |                                                                                        |
| Związek Buddyjski Dak Shang Kagyu w Polsce                                       |                                                                               | 28 wg SP2021                              | Zarejestrowany w 1997 roku. Ma na celu praktykowanie drogi Buddy według wytycznych nauczyciela Mistrza Kalu Rinpocze, którego reprezentuje Dzierżawca Linii Nauk. W 2021 pozostawał zarejestrowany, lecz nie prowadził żadnej działalności. |                                                                                        |
| Polski Kościół Dialogu                                                           | Dialogos Maciej Bugaj                                                         | 1 wg SP2021                               | Zarejestrowany w 1997 roku. |                                                                                        |
| Chrześcijański Kościół „Dobra Nowina”                                            | Pastor Mariusz Krzysztof Siedlecki                                            | 30 wg SP2021                              | Kościół został założony przez osoby zaangażowane wcześniej w Ruch Światło-Życie i Ruch Odnowy w Duchu Świętym w kościele rzymskokatolickim. Do rejestracji związku wyznaniowego doszło w 1997. |                                                                                        |
| Kościół „Misja dla Polski”                                                       | Pastor Feliks Byczkowski                                                      | 5 wg SP2021                               | Zarejestrowany w 1997 roku. Należy do nurtu zielonoświątkowego. |                                                                                        |
| Zgromadzenie Braci i Sióstr „Politeistów”                                        | Generalny Zwierzchnik Dawid Oleszko                                           | 6 wg SP2021                               | Zarejestrowany w 1998 roku, powstał w wyniku objawień intelektualnych jego członków. |                                                                                        |
| Kościół Chrześcijański „Otwarte Drzwi”                                           | Pastor Joannes Wilhelmus Marie van Dam                                        | 3 wg SP2021                               | Zarejestrowany w 1998 roku. |                                                                                        |
| Kościół Miłosierdzia Jezusowego                                                  | Głowa Kościoła Sebastian Poznański                                            | 6 wg SP2021                               | Nowy ruch religijny zarejestrowany w 2001 roku. |                                                                                        |
| Kościół Chrześcijański w Warszawie                                               | Pastor Kościoła Maksymilian Pyra                                              | 64 wg SP2021                              | Został założony i zarejestrowany w 1996 przez część dotychczasowych członków Centrum Biblijnego „Jezus Jest Panem”. Źródłem jego wiary pozostaje Pismo Święte. Przyjmuje apostolski symbol wiary, nicejskie wyznanie wiary i atanazjańskie wyznanie wiary. Odwołuje się do tradycji Reformacji, pentekostalizmu i Reformacji Nowoapostolskiej. |                                                                                        |
| Kościół Chwały                                                                   | Przewodniczący Marcin Podżorski                                               | 236 wg SP2021                             | Zarejestrowany w 2003 roku. Powstał w wyniku reorganizacji Centrum Biblijnego „Jezus Jest Panem”. Początkowo nosił nazwę Chrześcijański Kościół Reformacyjny. |                                                                                        |
| Dom Izraela Polania                                                              | Pastor Grażyna Rozwadowska                                                    | 57 wg SP2021                              | Historia kościoła sięga spotkań Szkoły Biblijnej, rozpoczętych w lutym 1997. Na ich podstawie w tym samym roku został zarejestrowany Kościół Chrześcijański w Świdniku, którego siedziba w 2005 została przeniesiona do Lublina i dokonano wówczas zmiany jego nazwy na Kościół Chrześcijański Nowe Życie, pod którą funkcjonował do 2016. W lutym 2016 przyjął obecną nazwę, która ma oznaczać wspólnotę wierzących, należących do zaginionych po niewoli asyryjskiej owiec z Domu Izraela. Kościół uważa swoją wiarę za kontynuację wierzeń Abrahama, Mojżesza i proroków Izraela, a także Jeszuy i apostołów, pierwszych chrześcijan, braci polskich, jak również mieszkających w IV wieku na obecnym terytorium Polski Wandalów i Gotów. Nie uważa siebie za część kościoła katolickiego, ani protestanckiego. Najwyższym autorytetem pozostaje dla niego Biblia. Wyznaje wiarę w jednego Boga Jehowę, którego wolę miał wypełnić Jeszua Mesjasz, będący arcykapłanem kościoła. Jeszua na krzyżu oddał swoje życie za grzechy ludzi. Duch Boży umożliwia nowe narodzenie i zamieszkuje w wierzących. Praktykowany jest chrzest wiary, podczas którego osoba ochrzczona zanurza się również w śmierci i zmartwychwstaniu Jeszuy i zaczyna w nim nowe życie. Uznaje chrzest w Duchu Świętym z manifestacją jego darów, takich jak glosolalia, prorokowanie, czy uzdrowienia. Wyznaje zbawienie z łaski przez wiarę. Nie uznaje kultów świętych oraz obrazów, ani modlitw do aniołów i za zmarłych. Udzielana jest Wieczerza Pańska pod dwiema postaciami. Dniem świętym pozostaje szabat, do pozostałych świąt obchodzonych przez kościół należą Pesach, Szawuot, Rosz ha-Szana, Jom Kipur i Sukkot. Nie są uznawane święta, których obchodzenie nie występuje w Biblii, takie jak Wielkanoc i Boże Narodzenie. |                                                                                        |
| Ewangeliczny Kościół Chrześcijański                                              | Biskup Tomasz Marut                                                           | 1118 wg SP2021                            | Zarejestrowany w 2006 roku. Posiada charakter zielonoświątkowy i charyzmatyczny. Wierzy w Chrzest w Duchu Świętym oraz uważa Jezusa za jedynego pośrednika pomiędzy ludźmi a Bogiem oraz traktuje zbawienie jako przyjęcie skutków jego ofiary na krzyżu. Przyjmuje powszechne kapłaństwo wszystkich wierzących. |                                                                                        |
| Związek Wyznaniowy Singh Sabha Gurudwara w RP                                    | Naczelny Przełożony Jawahar Jyoti Singh                                       | 77 wg SP2021                              | Zarejestrowany w 2007 roku sikhijski związek wyznaniowy. |                                                                                        |
| Instytut Śardza Ling                                                             | Przewodniczący Dariusz Sawczuk                                                | 42 wg SP2021                              | Zarejestrowany w 2008 roku. Instytut założony przez Njimę Dakpę Rinpocze w 2007 roku na życzenie uczniów. |                                                                                        |
| Zrzeszenie Kościołów Chrystusowych w RP                                          |                                                                               | 37 wg SP2021                              | Zarejestrowane w 2009 roku. |                                                                                        |
| Związek Buddyjski „Yeshe Khorlo” w Rzeczypospolitej Polskiej                     |                                                                               | 36 wg SP2021                              | Zarejestrowany w Polsce 30 września 2014 roku. Powstał dzięki działalności Gangtenga Tulku Rinpocze. |                                                                                        |
| Kościół Chrześcijański ZOE                                                       | Biskup Krzysztof Dominik Rompa                                                | 49 wg SP2021                              | Kościół ewangelikalny i charyzmatyczny, zarejestrowany w Polsce 12 stycznia 2016 roku. |                                                                                        |
| Odrodzony Kościół Starokatolicki                                                 | Pasterz Kościoła Janusz Jan Bukowski                                          | brak wg SP2021                            | Zarejestrowany w Polsce 25 kwietnia 2016 roku. |                                                                                        |
| Kościół Chrześcijan Pełnej Ewangelii Obóz Boży                                   | apostoł Artur Ceroński i prorok Agata Cerońska                                | 72 wg SP2021                              | Zarejestrowany w Polsce 27 stycznia 2020 roku. Działa jako federacja kościołów, misji i służb w kilkunastu miastach w Polsce, jak również za granicą, której kierownictwo sprawują apostoł Artur Ceroński i prorok Agata Cerońska. Wyznaje wiarę w jednego Boga objawionego jako Ojciec, Syn i Duch Święty. Uważa Biblię za główną podstawę wiary i życia, uznaje potrzebę nowego narodzenia i zbawienie z łaski. Wolność od grzechu dzięki Jezusowi łączy również z uwolnieniem wierzącego od następstw grzechu, przez które rozumie choroby, zniewolenia duchowe, odrzucenie, czy biedę. W związku z tym wierzy w uzdrowienie chorych poprzez nakładanie rąk. Praktykuje chrzest wiary i powszechne kapłaństwo wszystkich wierzących. |                                                                                        |
| Narodowy Kościół Katolicki                                                       | Biskup Robert Stanisław Matysiak                                              | 6 wg SP2021                               | Zarejestrowany w Polsce 12 marca 2021 roku. Kościół starokatolicki, przyjmujący ekumeniczne chrześcijańskie wyznania wiary oraz postanowienia soborów powszechnych z czasów niepodzielonego Kościoła pierwszego tysiąclecia. Odwołuje się do tradycji pierwotnego Kościoła. Nie uznaje dogmatu o nieomylności papieża, jednak traktuje go jako primus inter pares między katolickimi biskupami. |                                                                                        |
| Kościół Naturalny                                                                | Naczelna Kościoła Hanna Czubek                                                | brak wg SP2021                            | Zarejestrowany w Polsce 3 grudnia 2021 roku. |                                                                                        |
| Kościół Ludzi Słońca                                                             | Każdy z członków Rady Światłych działając samodzielnie                        | brak wg SP2021                            | Zarejestrowany w Polsce 25 lutego 2025 roku. | Kółko - Symbol Kościoła Ludzi Słońca                                                   |

### Organizacje międzywyznaniowe wpisane do rejestru kościołów i innych związków wyznaniowych
| Nazwa                          | Zwierzchnik                        | Liczba członków                      | Opis |
| ------------------------------ | ---------------------------------- | ------------------------------------ | --- |
| Ruch Chrześcijański Mt28       | Dyrektor Krajowy Zbigniew Masewicz | 58 wg SP2021 103 duchownych (2011)   | Organizacja międzywyznaniowa, nie stanowiąca odrębnej denominacji i skupiająca członków różnych wyznań, której członkami są pracownicy misyjni, pełniący funkcję duchownych, chcący zajmować się działalnością ewangelizacyjną. Działalność misyjna prowadzona jest głównie w większych miastach i wśród studentów. Prowadzone są również kursy, konferencje dla małżeństw, wczasy biblijne dla rodzin i inne wyjazdy. Zasady wiary, jakimi kierują się członkowie ruchu, są wspólną częścią nauczania kościołów protestanckich i rzymskokatolickiego. |
| Misja Pokoleń                  |                                    | 9 wg SP2021 1215 członków (2018)     | Ewangeliczna organizacja międzywyznaniowa powstała na terenie Polski w 1992, wspierająca kościoły w pracy pośród dzieci, młodzieży i rodzin, co spowodowane jest przekonaniem o wartości i znaczeniu wychowania dzieci i młodzieży w duchu biblijnym. Prowadzona jest działalność szkoleniowa oraz wydawnicza. Misja jest częścią amerykańskiej organizacji Every Generation Ministries. |
| Wspólnota „Drzewo Oliwne”      | Koordynator Anna Cieślar           | 10 wg SP2021 ok. 100 członków (2011) | Wspólnota ewangelicznych chrześcijan, należących do różnych kościołów, zarejestrowana w 1994. Jej działalność opiera się na przekonaniu o wyjątkowej roli Izraela w Bożym planie jako ludu wybranego oraz akcjach na rzecz przybliżania żydowskiej historii, religii i kultury. Prowadzone są kursy, szkolenia, konferencje oraz praca wydawnicza i charytatywna. |
| „Misja Na Wschód” we Wrocławiu |                                    | brak wg SP2021 24 członków (2015)    | Organizacja międzywyznaniowa skupiająca ludzi chcących wprowadzić w życie wezwanie Jezusa „idźcie i głoście Dobrą Nowinę”. Celem jej działania jest prowadzenie misji w krajach europejskiej części byłego Związku Radzieckiego, Azji Środkowej i Kaukazu. |

## Krajowe organizacje międzykościelne
| Nazwa                         | Przewodniczący  | Opis |
| ----------------------------- | --------------- | --- |
| Polska Rada Ekumeniczna       | Andrzej Malicki | Polska Rada Ekumeniczna to organizacja ekumeniczna zrzeszająca polskie Kościoły protestanckie, starokatolickie i prawosławne; działająca od czasów II wojny światowej, zarejestrowana w 1946. |
| Towarzystwo Biblijne w Polsce | Jadwiga Zalisz  | Towarzystwo działające na terenie Polski, które za swój cel przyjmuje rozpowszechnianie Pisma Świętego wśród wiernych różnych wyznań. Towarzystwo Biblijne w Polsce jest członkiem Polskiej Rady Ekumenicznej                                                                                            |
| Rada Zborów Ewangelicznych    |                 | |
| Alians Ewangeliczny w RP      | Marek Kamiński  | Alians Ewangeliczny to polska organizacja międzykościelna zarejestrowana 21 stycznia 2000 r., której celem jest reprezentowanie i wspieranie działalności ewangelicznego chrześcijaństwa w Polsce. |
| Polska Unia Buddyjska         | Waldemar Zych   | Celem Unii jest reprezentacja interesów członków wobec Państwa i innych związków i kościołów, a także na forum międzynarodowych organizacji buddyjskich. Unia ma za zadanie koordynować współpracę pomiędzy związkami buddyjskimi oraz pomagać w szeroko rozumianej działalności na rzecz społeczeństwa. |

## Związki wyznaniowe już nieistniejące
| Nazwa                                                     | Opis | Data rozwiązania |
| --------------------------------------------------------- | --- | --- |
| Zbór Ewangeliczny „Jeruzalem” w Żywcu                     | Powstał w 1995 na skutek rozłamu w zborze Kościoła Ewangelicznych Chrześcijan w Żywcu i został zarejestrowany w 1996. Za jedyne źródło wiary uznawana była Biblia. Głównym zadaniem zboru była ewangelizacja. W 2011 liczył 17 wiernych. | 18 stycznia 2015 członkowie zboru podjęli decyzję o rozwiązaniu wspólnoty, w tym samym roku została ona wykreślona z rejestru.                        |
| Izraelicka Niezależna Gmina Wyznaniowa w Poznaniu         | Gmina wyodrębniła się ze Związku Gmin Wyznaniowych Żydowskich w RP. Została zarejestrowana w 2001 roku, a w 2008 skupiała 20 wiernych. | Wykreślona z rejestru w 2016. |
| Ursynowska Społeczność Ewangeliczna                       | Wspólnota została zarejestrowana w 1997 i posiadała podobne nauczanie, jakie głoszą inne kościoły ewangelikalne. Podstawą jego wiary było Pismo Święte. Praktykowała chrzest przez zanurzenie, jednak nie warunkował on członkostwa w Społeczności. Do celów kościoła należało szerzenie wartości ewangelicznych pośród mieszkańców Ursynowa. Współpracowała z innymi kościołami protestanckimi i była członkiem Aliansu Ewangelicznego. Pastorem społeczności był Paweł Jarosz. W 2005 liczyła ok. 40 wiernych | Społeczność zakończyła działalność w 2009, a jej dotychczasowy pastor rozpoczął następnie pracę w Zborze Stołecznym Kościoła Zielonoświątkowego w RP. |
| Urząd Apostolski Jezusa Chrystusa                         | Odłam Badaczy Pisma Świętego, który dotarł do Polski z Niemiec w 1950 roku i został zarejestrowany 24 grudnia 1960 roku jako Stolica Apostolska w Jezusie Chrystusie. Od 2005 roku brak danych o działalności związku wyznaniowego. | Ostatnie dane z 2005 roku – 17 wiernych. Wykreślony z rejestru w 2013 roku.                                                                           |
| Kościół Ewangeliczny „Ichtus” we Wrześni                  | Wyłonił się z Kościoła Ewangelicznych Chrześcijan. Zarejestrowany w 1995 roku. W 2007 liczył 15 wiernych i dwóch duchownych w jednym zborze. | Uległ rozwiązaniu, w Rejestrze kościołów i innych związków wyznaniowych jego pozycję zajęła „Misja Na Wschód” we Wrocławiu.                           |
| Związek Badaczy Biblii w RP                               | Powstały w 1982 roku odłam Stowarzyszenia Badaczy Pisma Świętego w nurcie Badaczy Pisma Świętego. Wyłonił się w 1982 roku na skutek nieporozumień wewnątrz Stowarzyszenia. Został zarejestrowany w 1986 roku, lecz poza nazwą nie różnił się od Stowarzyszenia. W roku 1997 Związek Badaczy Biblii przyłączył się do Stowarzyszenia Badaczy Pisma Świętego. | W 1997 roku podjął uchwałę o przyłączeniu się do Stowarzyszenia Badaczy Pisma Świętego.                                                               |
| Zbór Chrześcijan we Wschowie                              | | Został rozwiązany w 1997. |
| Kościół Chrześcijański w Toruniu                          | | W 1997 roku Kościół podjął decyzję o formalnym rozwiązaniu i przyłączeniu się do lokalnego Kościoła Zielonoświątkowego.                               |
| Kościół Chrześcijan w RP                                  | | Kościół uległ likwidacji w 1998 roku. |
| Zbór Ewangeliczny Syjon w Dzięgielowie                    | Powstał 1 grudnia 1989 w Dzięgielowie w efekcie działalności misyjnej pośród alkoholików oraz ich rodzin prowadzonej przez osobę, która w 1979 podczas ewangelizacji realizowanej przez organizację Błękitnego Krzyża działającą w strukturach Kościoła Ewangelicko-Augsburskiego doświadczyła uwolnienia z uzależnienia od alkoholu i nikotyny, a następnie wraz z nawróconym i wyleczonym z choroby alkoholowej kilka miesięcy później bratem zajęła się głoszeniem Ewangelii na terenie Oddziału Leczenia Odwykowego Alkoholików w Bulowicach, Wojewódzkiego Ośrodka Lecznictwa Odwykowego w Gorzycach i Zakładu Karnego w Wadowicach. W efekcie tego powstała kilkunastoosobowa grupa spotykająca się na czytanie Biblii oraz modlitwę. Rejestracji dokonano w maju 1990. W 1991 zbór skupiał 20 ochrzczonych członków i posiadał 4 duchownych. Funkcjonowała także placówka zboru w Nierodzimiu. Zbór posiadał charakter ewangelikalny. Jako jedyne i nieomylne źródło wiary oraz wyznacznik normy prowadzenia życia uznawał Biblię. Przyjmował trynitaryzm, doktrynę o usprawiedliwieniu przez wiarę oraz wiarę w nieśmiertelność duszy, powtórne przyjście Chrystusa i nastanie jego tysiącletniego królestwa. Odrzucał kult kult świętych, kult obrazów, obcowanie świętych oraz wiarę w istnienie czyśćca. Uznawał dwa sakramenty – chrzest, którego przyjęcie poprzez zanurzenie było warunkiem członkostwa w zborze oraz Wieczerzę Pańską, określaną także jako Łamanie Chleba, praktykowaną pod dwiema postaciami raz w miesiącu i posiadającą symboliczne znaczenie. Jako niezbędne do uzyskania zbawienia uznawał nowe narodzenie. Nie uzależniał go od przynależności do określonego wyznania, lecz od prawdziwej, żywej wiary, potwierdzonej owocami Ducha Świętego widocznymi w codziennym życiu. Nabożeństwa niedzielne składały się z uwielbienia, modlitw zbiorowych i indywidualnych oraz rozważania Słowa Bożego. Praktykowane były także odbywające się w ciągu tygodnia godziny biblijne i sobotnie spotkania modlitewne. Duchowni określani byli jako starsi zboru i byli wybierani na czas nieokreślony przez członków wspólnoty. Do swoich zadań zbór zaliczał ewangelizację (w szczególności składanie świadectw przez jego członków wobec osób pozostających uzależnionymi od alkoholu) oraz troskę o potrzeby materialne swoich wiernych, jak również innych ludzi. Popierał rozdział Kościoła od państwa i całkowitą niezależność wspólnoty. Środki na działalność zboru pochodziły ze składek jego wiernych oraz dobrowolnych dziesięcin. Posiadał braterskie stosunki z innymi społecznościami ewangelicznymi, w 1991 razem ze Zborem Ewangelicznym „Betel” w Katowicach oraz Chrześcijańską Wspólnotą Ewangeliczną powołał Radę Zborów Ewangelicznych. | W 1999 roku zbór uległ formalnemu rozwiązaniu i wszedł w struktury Kościoła Wolnych Chrześcijan.                                                      |
| Kościół Maranatha                                         | | Kościół uległ rozwiązaniu w 2001 roku. |
| Zbór Ewangeliczny „Jordan” w Gdyni                        | | Powstał w 1994. W 2001 został rozwiązany i wykreślony z rejestru. Zbór wszedł w struktury Kościoła Pentakostalnego w RP.                              |
| Związek Wyznaniowy „Wierzę w Dobro Człowieka”             | Związek zarejestrowany w 1992 roku. W roku 2000 liczył 94 członków. | W roku 2002 działalność związku została zawieszona.                                                                                                   |
| Wspólnota Nauk Różokrzyża                                 | | Wspólnota zaprzestała działalności w czerwcu 2003 roku i została wykreślona z rejestru rok później.                                                   |
| Zbór Leczenia Duchem Świętym „Niebo”                      | wspólnota wyznaniowa działająca od 1991 roku, kierowana przez Bogdana Kacmajora. | |
| Grupa Wyznaniowa „Śhri Vidya”                             | | Wykreślona z rejestru 12 stycznia 2005. |
| Havurah Lelimud Jahadut – Bractwo dla Poznawania Judaizmu | | Zarejestrowany w 1991 związek wyznaniowy, następnie wykreślony z rejestru 11 października 2006.                                                       |
| Kościół Ewangeliczny „Misja Łaski”                        | | Stał się zborem Kościoła Chrześcijan Baptystów. |
| Kościół Chrześcijan Pełnej Ewangelii Jezusa Chrystusa     | | Uległ rozwiązaniu |
| Zbór Ewangeliczny „Nazaret”                               | | Uległ rozwiązaniu |
| Zielonoświątkowy Kościół Przypowieści Salomona            | | Uległ rozwiązaniu |
| Kościół Chrześcijański w Rypinie                          | | Został zarejestrowany w 1996, następnie uległ rozwiązaniu i wszedł w skład Kościoła Zielonoświątkowego.                                               |
| Biblijny Kościół Boży w Polsce                            | Został założony w połowie 1990 w efekcie rozłamu w strukturach zboru Kościoła Adwentystów Dnia Siódmego w Andrychowie. Został zarejestrowany w lutym 1991. Kościół został utworzony w wyniku odmiennego spojrzenia części członków andrychowskiego zboru adwentystycznego na kwestię roli Ellen G. White, nie uznających jej za prorokinię, lecz jedynie za znakomitą pisarkę. Nie zgadzali się oni również na symboliczną interpretację w naukach Kościoła Adwentystów Dnia Siódmego wspomnianych w Księdze Daniela „2300 wieczorów i poranków”, przyjmując je dosłownie i uważając, że w związku z tym proroctwo wypełnione zostało w latach 167–164 p.n.e. Odrzucali więc pogląd, że Jezus zaczął oczyszczanie świątyni niebieskiej w 1844. Używając w swojej nazwie określenia „Biblijny”, kładli nacisk na traktowanie Biblii jako jedynego źródła ich wiary. Siedziba Kościoła i główny jego zbór zlokalizowane były w Andrychowie przy ul. Batorego 1, tam też mieścił się Zarząd Kościoła liczący trzech członków oraz pięcioosobowa Rada Kościoła. Istniał także drugi zbór w Bielsku-Białej. Na początku swojego istnienia Kościół skupiał około 30 członków i posiadał trzech duchownych. Uznawał Boga za stworzyciela nieba i ziemi, istniejącego odwiecznie i będącego źródłem miłości oraz daną życia, natomiast Jezusa traktował jako istniejącego zawsze razem z Ojcem i współstworzyciela, równego Bogu w swojej naturze, a Ducha Świętego – jako bożą moc i osobę, która w jedności z Ojcem i Synem brała udział w procesie tworzenia świata. Przyjmował, że ówczesne wydarzenia na świecie były spełnieniem znaków wspominanych przez Jezusa, mających zapowiadać jego powtórne przyjście, które nastąpi w sposób widzialny i słyszalny, a w momencie tym nastąpi także zmartwychwstanie wierzących, którzy posiądą nowe ciała, podobnie jak żyjący sprawiedliwi i zostaną oni zabrani przez Jezusa do nieba, gdzie wspólnie z nim będą królować przez tysiąc lat. Kościół wyznawał, że po upływie tego czasu wierzący powrócą na ziemię, a z nieba zstąpi tam wówczas święte miasto Jeruzalem. Zmartwychwstaną wtedy także wszyscy niesprawiedliwi, którym jako kara za grzechy przypadnie wyrok wiecznej śmierci, a ziemia będzie zamieszkała dzięki temu jedynie przez zbawionych. Kościół wyznawał wiarę w wieczną śmierć, będącą konsekwencją grzesznego życia, uznając śmiertelność ludzkiej duszy. Zbawienie warunkował nowo narodzeniem duchowym – opamiętaniem, nawróceniem i przyjęciem chrztu jako przymierza z Bogiem, wyznania wiary i przyjęciem Jezusa jako swojego zbawiciela. Osoby, które nie odrodzą się duchowo, miały nie mieć prawa udziału w wiecznym szczęściu Nowej Ziemi. Nie określano jednak daty końca świata. Dekalog traktowany był jako wieczne i niezmienne prawo moralne. Tak jak pozostałe kościoły adwentystyczne, jako siódmy dzień tygodnia i dzień święty traktowana była sobotę, uznawano też ciało ludzkie jako świątynię Ducha Świętego, które nie mogło być skalane „nieczystymi” pokarmami, czy używkami. Stosowane były jedynie obrzędy mające rodowód biblijny. Chrzest przyjmowany był w wieku świadomym poprzez zanurzenie. Wieczerza Pańska przyjmowana była w dwóch postaciach symbolizujących umęczone ciało i przelaną krew jako kontynuacja obrzędu ustanowionego przez Jezusa i poprzedzona była wzajemnym umywaniem nóg przez wiernych, uznawanym za akt skruchy. Stosowano także nakładanie rąk, będące znakiem wiary i prośbą o specjalne błogosławieństwo. Nakładanie rąk stosowane było podczas przyjęcia nowych członków do zboru, ordynacji kaznodziejskiej i podczas choroby. Kościół prowadził działalność wydawniczą, ukazywał się półrocznik „Rozważania Biblijne” i biuletyn informacyjny „Wiadomości Zborowe”. Publikował także ulotki, wykorzystywane przy prowadzeniu działalności misyjnej. | Kościół uległ rozwiązaniu i został wykreślony z rejestru w 1993.                                                                                      |
| Nowe Jeruzalem                                            | | Zarejestrowany w 1990. Uległ rozwiązaniu i został wykreślony z rejestru w 1999.                                                                       |
| Kościół Zjednoczonych Chrześcijan                         | Fikcyjny związek wyznaniowy podejrzewany o przestępstwa gospodarcze. Nie prowadził działalności religijnej. | W latach 1993–1995 przeprowadzono proces delegalizacji fikcyjnego Kościoła.                                                                           |
| Kościół Remonstrantów Polskich                            | Fikcyjny związek wyznaniowy podejrzewany o przestępstwa gospodarcze. Nie prowadził działalności religijnej. | |
| Chrześcijański Kościół Głosicieli Dobrej Nowiny           | Fikcyjna wspólnota religijna wykorzystywana przez swoich liderów do prowadzenia działalności gospodarczej i wyłudzania przywilejów podatkowych przysługujących związkom wyznaniowym. | |